# Storia della tecnologia
La storia della tecnologia descrive la scoperta e l'invenzione di strumenti tecnici, la loro evoluzione e la loro influenza sulla cultura e le società umane. Lo sviluppo delle tecnologie ha plasmato, nell'arco della storia dell'umanità, il modo in cui le persone, gli stati e le civiltà hanno interagito permettendo il trasporto di persone e cose, l'esplorazione dell'ambiente, la conoscenza delle leggi della natura oltre il limite dei sensi dell'uomo.
La tecnologia produce, attraverso un sistema economico, prodotti che influenzano la vita delle persone.

## Teorie dello sviluppo tecnologico
In antropologia e sociologia si sono sviluppate diverse teorie per interpretare l'evoluzione sociale e culturale. Per Lewis H. Morgan, Leslie White, e Gerhard Lenski lo sviluppo tecnologico è un fattore primario che controlla l'evoluzione delle civiltà umane: 
- Nella divisione in tre fasi (lo stato selvaggio, la barbarie, la civiltà) dell'evoluzione sociale, proposta da Morgan, le fasi sono separate dal raggiungimento di traguardi tecnologici: dal controllo del fuoco, l'arco, la ceramica, l'allevamento, l'agricoltura, la lavorazione dei metalli fino alla scrittura.
- Per White il metro dell'evoluzione sociale è come essa utilizza l'energia: le cinque tappe che individua sono rappresentate dall'uso, da parte dell'uomo, della forza dei propri muscoli, poi l'uso della forza degli animali allevati, poi il controllo sull'energia delle piante, rappresentato dall'agricoltura; la quarta tappa è rappresentata dall'utilizzo delle risorse fossili e l'ultima tappa è la scoperta dell'energia nucleare.
- Lenski utilizza il metro dell'informazione per valutare l'evoluzione delle società: più informazione e conoscenza una società riesce ad esprimere, più è evoluta.

Dalla fine degli anni Settanta gli antropologi ed i sociologi, come Alvin Toffler (autore di Future Shock), Daniel Bell e John Naisbitt hanno sviluppato teorie sulla società post-industriale, ritenendo che l'attuale società industriale sarà vicina alla sua trasformazione quando i servizi e l'informazione diventeranno prevalenti sull'industria e sui prodotti.

### Le sette età tecnologiche dell'uomo
Quando si studia la storia dell'umanità, dice Ian McNeil, dal punto di vista dello sviluppo tecnologico, è possibile distinguere sette età:
1. L'era dei cacciatori-raccoglitori nomadi, che usavano strumenti e armi fabbricate con legno facilmente reperibile, ossi o pietra e capaci di accendere e controllare il fuoco;
2. L'Età del metallo, quando la crescente specializzazione delle attività incoraggiò cambiamenti nelle strutture sociali;
3. La prima Età della macchina, quella dei primi orologi e del torchio da stampa, quando la conoscenza iniziò a venire standardizzata e largamente disseminata;
4. L'inizio della produzione in quantità, quando con la prima applicazione dell'energia del vapore, il sistema della fabbrica iniziò irreversibilmente a destituire la manifattura artigianale;
5. Il pieno fiorire dell'Età del vapore, che influenzò tutti i settori della vita economica e sociale;
6. Il rapido diffondersi del motore a combustione interna, che entro 50 anni virtualmente depose il vapore come fonte primaria di energia;
7. Il presente, ovvero l'Età elettrica ed elettronica, che promette di cambiare la vita umana più velocemente e più radicalmente di qualunque età precedente.

## Tecnologia preistorica
Il primo oggetto tecnologico, riconosciuto come tale, è un ciottolo di fiume scheggiato per ottenere un bordo affilato, rinvenuto nella valle del fiume Omo in Etiopia che è stato datato a 2,5 milioni di anni fa. Ancorché appartenente ad un nostro progenitore, l'Homo habilis, è la prima testimonianza della interdipendenza della specie umana con i prodotti tecnologici, che, anche se usati da altre specie animali non sono per queste dispensabili come invece lo è stato, fin dagli albori, per la specie umana.
Si ritiene che l'evoluzione dell'uomo sia stata influenzata dall'uso degli utensili che hanno avvantaggiato i gruppi di uomini che li usavano selezionando chi fosse più adatto nel loro uso.

### Paleolitico
Altre specie di Homo vissero in Africa tra 2,5 e 1,8 milioni di anni fa, la più nota è l'Homo habilis che mostra una più accurata lavorazione della pietra, affilandola su entrambe le facce, ed una maggiore organizzazione. L'Homo habilis fu soppiantato dall'Homo erectus attorno a 1,8 milioni di anni fa, la riduzione delle caratteristiche scimmiesche e l'aumento del volume cranico suggeriscono come fosse totalmente dipendente dalla tecnologia per sopravvivere. La tecnologia che gli garantì il successo evolutivo, espandendo il suo areale dall'Africa a tutta l'Europa e parte dell'Asia, fu il controllo del fuoco e il suo utilizzo come arma di difesa contro i predatori e per cuocere i cibi e riscaldarsi. Tra 150 000 e 100 000 anni fa da una (o più di una) specie di Homo erectus si distinse l'Homo sapiens, la nuova specie produsse molteplici utensili in pietra, ognuno con il suo specifico utilizzo, ma soprattutto, mentre gli utensili dell'Australopiteco, dell'Homo erectus e dell'Homo habilis rimasero inalterati per centinaia di migliaia di anni, l'Homo sapiens evidenziò una lenta evoluzione degli utensili utilizzati. È possibile stabilire un momento preciso del principale balzo tecnologico dell'uomo preistorico: l'invenzione del linguaggio. Si ritiene, in base a fattori indiretti, quali le evidenze di una vita sociale, che questo possa essere avvenuto 70 000 anni fa, ulteriori studi ipotizzano una graduale diffusione di tali abilità fin dal paleolitico medio, con l'affermarsi dell'Homo helmei. La creazione del linguaggio permise all'uomo di sganciare il legame tra la tecnologia e la propria evoluzione biologica, iniziando una rapida evoluzione culturale mantenendo quasi invariata la sua base biologica tanto che un Homo sapiens di 100 000 anni fa non sarebbe anatomicamente distinguibile da un uomo moderno.

### Neolitico
Gli strumenti agricoli più antichi mai ritrovati sono dei falcetti, spesso con un manico di legno su cui era un'affilata lama di selce. Una selce affilata diventava più funzionale per la mietitura se la si poneva in fondo a un osso che serviva da manico. Le falci potevano essere ricavate dalla lavorazione della mandibola di animali come l'asino, oppure si usavano corna di cervo cui erano fissati dei denti di selce. Al posto del bastone appuntito che incideva la terra, ma non la sollevava, s'inventò la zappa. Nacquero poi le macine di pietra, in cui i cereali venivano triturati per ricavarne la farina, e i contenitori per conservare e trasportare le messi (cesti intrecciati, poi vasi). I primi granai furono probabilmente dei pozzi sotterranei. Con la diffusione dell'agricoltura, i primitivi utensili si rivelarono sempre meno adeguati a dissodare la terra e si rese necessario uno strumento in grado di frantumare le zolle più grosse e di tracciare i solchi in cui gettare i semi.

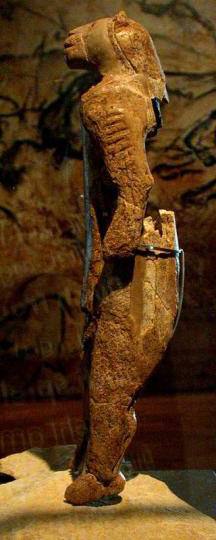
Una figurina d'avorio che rappresenta un "leone-uomo" proveniente dalla grotta di Stadel in Germania, 32000 anni fa

Il periodo che va da 70000 a circa 30000 anni fa assistette all'invenzione delle imbarcazioni (sul finire del Neolitico si cominciarono a fabbricare le prime imbarcazioni del tipo a piroga, scavate nei tronchi; il lungo e faticoso lavoro di scavo della parte interna fu molto facilitato da quando si poté eseguirlo consumando il legno col fuoco), delle lampade a olio, degli archi e delle frecce e degli aghi (essenziali per cucire gli indumenti che riparavano dal freddo). I primi oggetti che possono sicuramente essere chiamati oggetti d'arte e di gioielleria risalgono a quest'epoca, così come la prima incontrovertibile testimonianza che esistevano la religione, il commercio e la stratificazione sociale. Numerosi ricercatori ritengono che tali realizzazioni senza precedenti siano state il prodotto di una rivoluzione avvenuta nelle capacità cognitive dei Sapiens. Secondo loro, il popolo che portò all'estinzione i Neanderthal si insediò in Germania, e chi scolpì l'uomo-leone di Stadel era intelligente, creativo e sensibile al pari di noi. La comparsa di nuovi modi di pensare e di comunicare nel periodo che va da 70000 a 30000 anni fa, costituisce in effetti la Rivoluzione cognitiva.
Il Neolitico conobbe un'ampia diffusione di strumenti microlitici, ossia di oggetti di pietra lavorata sempre più piccoli. Fu anche, come detto, l'epoca in cui fu perfezionato uno dei primi strumenti complessi ideati dall'uomo: l'arco. I primi archi erano fatti di legno e non si sono conservati; dalle numerose incisione e pitture rupestri europee e africane sappiamo però che erano realizzati con un solo pezzo, a semplice curvatura e di dimensioni variabili. Per le corde degli archi si usavano materiali come cuoio, fibre, tendini, crine. Parallelamente alla fabbricazione degli archi fu sviluppata l'industria delle frecce, munite prima di punte in pietra, osso o altri materiali duri, e successivamente in metallo. Nelle botteghe dei fabbri vi era ormai una vasta gamma di strumenti da lavoro: asce di ogni forma, scalpelli, punteruoli che permettevano la lavorazione anche di nuovi materiali: a Çatal Hüyük sono stati ritrovati pugnali di ossidiana e di selce artisticamente modellate su cui erano impressi dei sigilli, la prima "firma d'autore" della preistoria.
Le innovazioni tecnologiche non furono limitate al solo campo militare. L'aumentata produzione di cereali indusse per esempio, in alcune zone come la Mesopotamia, a dotarsi di macine di pietra, vasi, bacinelle, contenitori di vario tipo. Infine si apprese a modellare la ceramica e ad abbellire gli oggetti con ricche ed eleganti decorazioni. Per la produzione di oggetti d'uso quotidiano la ceramica fu affiancata da un altro materiale in un certo senso più "povero" ma non di certo non meno funzionale: il giunco. L'arte di costruire cesti, canestri, stuoie raggiunse nel Neolitico un livello ineguagliato e, ancora oggi, la tecnica di lavorazione è praticamente la stessa. Alla base c'è l'intrecciatura: le fibre di palma vengono sovrapposte e strette le une alle altre fino a ottenere superfici lisce e compatte. Le prime stuoie della preistoria provengono dal villaggio di Jarmo, in Iraq; con quei rudimentali tappeti 9000 anni fa si coprivano i pavimenti e i muri fangosi, oppure li si poneva davanti alle porte come passatoie. Nacque infine la corda realizzata dapprima in giunco o in fibre di palma, un oggetto destinato a diventare di uso comune in particolare nell'edilizia. Le componenti in legno che fino ad allora venivano unite solo a incastro, poterono infatti essere legate insieme più facilmente con le corde, con minor dispendio di tempo ed energia.
La pratica dell'intreccio, evolutasi nel tempo con l'utilizzo di fibre resistenti di alcuni arbusti come il lino e la canapa, fu alla base dell'invenzione di una nuova tecnica: la filatura. La filatura consentiva di ottenere, da masse filacciose di fibre, un filo di lunghezza continua, rotondo e flessibile. Gli strumenti più antichi per filare i peli di capra, la lana di montone e le fibre di lino furono rinvenuti nel sito di Çatal Hüyük. Si trattava di fusi, pesi piramidali in terracotta per tendere l'ordito, pettini in osso per cardare la lana, frammenti di legno dei telai. Erano i segni indiretti della produzione di tessuti, la cui deperibilità non ci ha permesso di conservarne diretta testimonianza. La fibra più antica che l'uomo abbia imparato a lavorare è probabilmente la lana. Il ritrovamento di aghi, bastoncini e anelli di pietra risalenti a 10000 anni fa costituisce la prova, secondo gli archeologi, che i nostri antenati sapevano trasformare i bioccoli del pelo delle capre e delle pecore in sottili filati adatti alla lavorazione. L'uso del lino per lavori a intreccio risale al 5000 a.C., quello del cotone al 3000 a.C., in India. Nello stesso periodo in Cina veniva già filata la seta, ottenuta districando il bozzolo del baco da seta. La filatura costituì la base per la tessitura di stoffe, iniziata verso il III millennio a.C. sui primi rudimentali telai. Il telaio è una macchina che produce il tessuto intrecciando tra loro due complessi di fili: quelli dell'ordito, stesi longitudinalmente, e quelli della trama, perpendicolari all'ordito. Come il fuso, il telaio fu inventato circa 6000 anni fa e, per secoli, è stato azionato a mano dalle donne, abilissime nel confezionare stoffe con disegni e colori raffinati.

## Tecnologia dell'Antichità

### La scoperta dei metalli
L'Età del rame è il periodo compreso fra il tardo Neolitico e gli albori dell'Età del Bronzo. L'uso del rame fu introdotto in Mesopotamia dai Sumeri e, probabilmente, si diffuse in tutta l'area del Mediterraneo orientale. Il rame fu il primo metallo usato dall'uomo per produrre utensili, probabilmente per la maggior facilità di reperimento ed estrazione rispetto ad altri metalli. Gli oggetti di rame erano soprattutto asce, pugnali, spilloni e oggetti ornamentali.
L'Età del bronzo indica, rispetto a una data società preistorica o protostorica, il periodo caratterizzato dall'utilizzo sistematico ed esteso della metallurgia del bronzo che, per quanto riguarda l'Europa, si estende dal 3500 a.C. al 1200 a.C. circa. Tale utilizzo potrebbe essere basato sulla fusione locale di rame e stagno estratti dai minerali oppure, come nel caso della Scandinavia, dal commercio del bronzo dalle aree di estrazione e/o produzione verso altre zone. La denominazione è stata introdotta dal ricercatore danese Christian Jürgensen Thomsen, che nel 1816, durante la sua opera di classificazione delle antichità nazionali, ebbe l'intuizione dell'importanza, per le vicende delle varie popolazioni, del successivo utilizzo da parte degli uomini di oggetti in pietra, in bronzo e in ferro.
L'Età del ferro indica, in base al sistema delle tre età, un periodo della preistoria o protostoria europea caratterizzato dall'utilizzo della metallurgia del ferro, soprattutto per la fabbricazione di armi e utensili, e che abbraccia grossomodo un periodo che va dalla fine del II millennio al tutto il I millennio a.C. (inizia intorno al XII secolo a.C. nel mondo mediterraneo e tra il IX e l'VIII secolo a.C. nell'Europa settentrionale). L'adozione di questo nuovo materiale spesso coincide con altri mutamenti nella società, non escluse le divergenti pratiche agricole, credenze religiose e stili artistici.

#### Cronologia della tecnica metallurgica
Nasce così una nuova tecnica: quella della metallurgia. Eccone le fasi principali, come risultano dai documenti rinvenuti in diverse località della Terra:
| circa 5000 a.C. | Egitto, Asia Minore                      | Oggetti di ornamento ottenuti lavorando al martello metalli nativi (oro, argento, rame nativo). |
| circa 4000 a.C. | Egitto, Asia Minore, Persia, India       | Si scopre che gli oggetti di metallo battuto, se riscaldati, divengono più resistenti (rinvenimento). |
| circa 3500 a.C. | Egitto                                   | Si costruiscono macine per triturare il minerale aurifero e tavole per separare, col lavaggio, l'oro dal minerale. |
| circa 3500 a.C. | Egitto, Mesopotamia, Asia Minore         | Si scopre che il rame fonde e, una volta fuso, può essere modellato a piacere colandolo dentro appositi stampi. Si costruiscono dei forni di argilla per estrarre il rame dalla cuprite (ossido di rame). Si fabbricano asce di rame colando il metallo dentro stampi di argilla. |
| circa 3000 a.C. | Egitto, Mesopotamia, Asia Minore         | Si producono abbondantemente seghe, coltelli, rasoi, aghi, chiodi, scuri di rame. |
| circa 3000 a.C. | Egitto                                   | Appaiono le prime armi di bronzo (lega di rame e stagno). |
| circa 3000 a.C. | Egitto, Mesopotamia, Asia Minore         | Si sfruttano le prime miniere di galena, da cui si estrae il piombo. |
| circa 2500 a.C. | Mesopotamia, Creta                       | Si diffonde la lavorazione dell'argento. |
| circa 2000 a.C. | Caucasia, Asia Minore, Persia            | Si sfruttano miniere di stagno. |
| circa 1900 a.C. | Asia Minore                              | Si diffonde la conoscenza e l'uso del ferro. |
| circa 1500 a.C. | Asia Minore                              | I metalli vengono per la prima volta impiegati per la fabbricazione di strumenti agricoli. |
| circa 1400 a.C. | Fresne-la-Mer (Francia)                  | La più antica testimonianza dell'uso dell'incudine. |
| circa 1000 a.C. | Asia Minore, Mesopotamia, Grecia, Italia | Ovunque il ferro sostituisce il bronzo. |
| circa 700 a.C.  | Delfi                                    | La più antica testimonianza di una saldatura del ferro. |

### La civiltà dei Sumeri

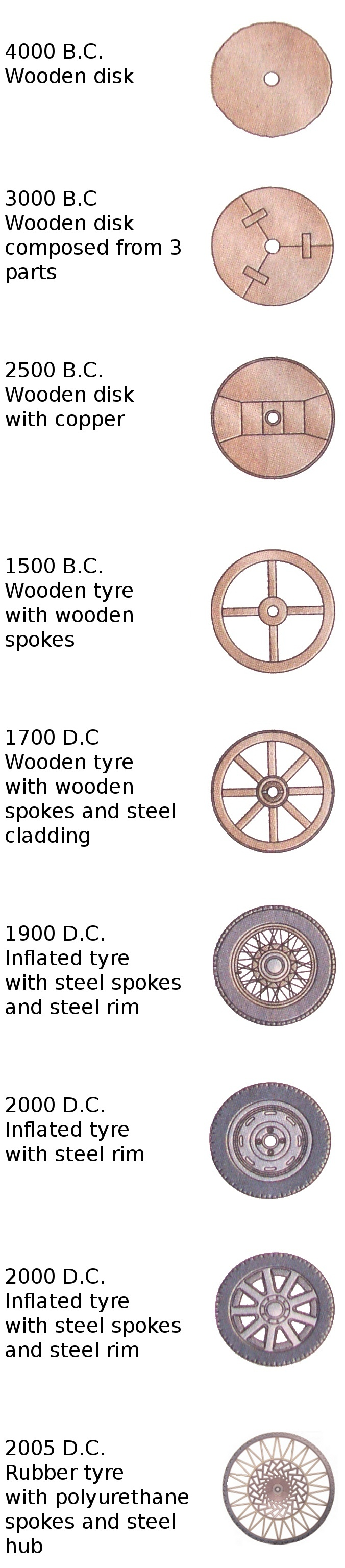
La ruota attraverso la storia

Gli antichi progenitori dei Babilonesi si chiamavano Sumeri. Chi fossero, di dove venissero e quando, precisamente, si stabilirono in Mesopotamia, non si sa. Ma le vaste ricerche archeologiche condotte nel loro territorio ci hanno fatto comprendere che la civiltà dei Sumeri rappresenta un elemento di grandiosa importanza nella storia della umanità. Essa ci riporta in un tempo molto lontano, circa 3600 anni prima della nascita di Cristo. Siamo al limite confuso fra la storia e la preistoria. L'uomo dell'ultima età della pietra, il periodo neolitico, ha raggiunto un elevato tenore di vita: vive riunito in comunità numerose, coltiva la terra con perfezionati strumenti di pietra e d'argilla, alleva il bestiame, sa filare, tessere, costruire case e imbarcazioni a vela. L'umanità è pronta per dare vita alla prima, vera civiltà. E questa nasce e si sviluppa presso i Sumeri, il popolo più antico che abbia abitato la pianura fra il Tigri e l'Eufrate.
L'invenzione dell'aratro, attribuita ai popoli della Mesopotamia e agli antichi Egizi (IV-III millennio a.C.), fu un evento fondamentale per la storia delle civiltà agricole. Il primo aratro era un robusto bastone da scavo, ricavato da un grosso ramo biforcuto tagliato a lunghezze diverse. La parte più corta era adatta a rompere il terreno; la parte più lunga faceva da timone. Anche se sono rimaste numero tracce archeologiche di solchi tracciati nel terreno, non abbiamo resti di aratri neolitici; i più antichi esemplari risalgono all'Età del Bronzo. All'inizio, l'aratro era trascinato con la sola forza delle braccia; in seguito si impiegarono anche animali come i buoi, cavalli e onagri.
Accanto all'agricoltura, anche l'artigianato era molto sviluppato; le testimonianze trovate nelle tombe mesopotamiche dimostrano che gli artigiani del tempo conoscevano tecniche metallurgiche molto raffinate come la lega, la saldatura, la brunitura, cioè la rifinitura, ecc.; anche la tessitura, l'oreficeria, la scultura erano ben note, e la consuetudine, protetta e regolata dalle leggi, dell'apprendistato favoriva lo sviluppo e la continuità di tutte queste tecniche.
Le case dei Sumeri erano quasi sempre a due piani. I muri erano in mattoni di argilla, intonacati e imbiancati. Al piano terreno c'era un cortile centrale circondato da alcune stanze: la cucina, il dormitorio degli schiavi e le stanze per il lavoro; il locale principale era usato come camera da pranzo e da letto per gli ospiti. La famiglia del padrone viveva tutta al piano superiore. Dietro la casa c'era un piccolo cortile, in parte coperto da una tettoia; sotto il lastricato del cortile si apriva un vano sotterraneo che serviva da tomba di famiglia; sotto la tettoia c'era invece un piccolo altare dedicato al "genio" familiare.
La ruota fu la grande invenzione dei Sumeri; essa veniva costruita in legno; era massiccia, formata da diverse parti incastrate fra loro. Nacquero così le prime bighe e i primi carri. Le diverse parti del veicolo erano tenute insieme da strisce di cuoio e da lamine di rame. Il veicolo su ruote venne subito impiegato nelle imprese belliche: nacque così il "carro da guerra", lontanissimo antenato dei carri armati. Ai carri venivano aggiogati gli "onagri", piccoli equini selvatici, caratteristici di quelle regioni, oggi quasi scomparsi. I Sumeri furono anche tra i primi a praticare la lavorazione dei metalli. Per lavorare le pietre usavano una specie di fresa che veniva fatta frullare con la corda di un arco.

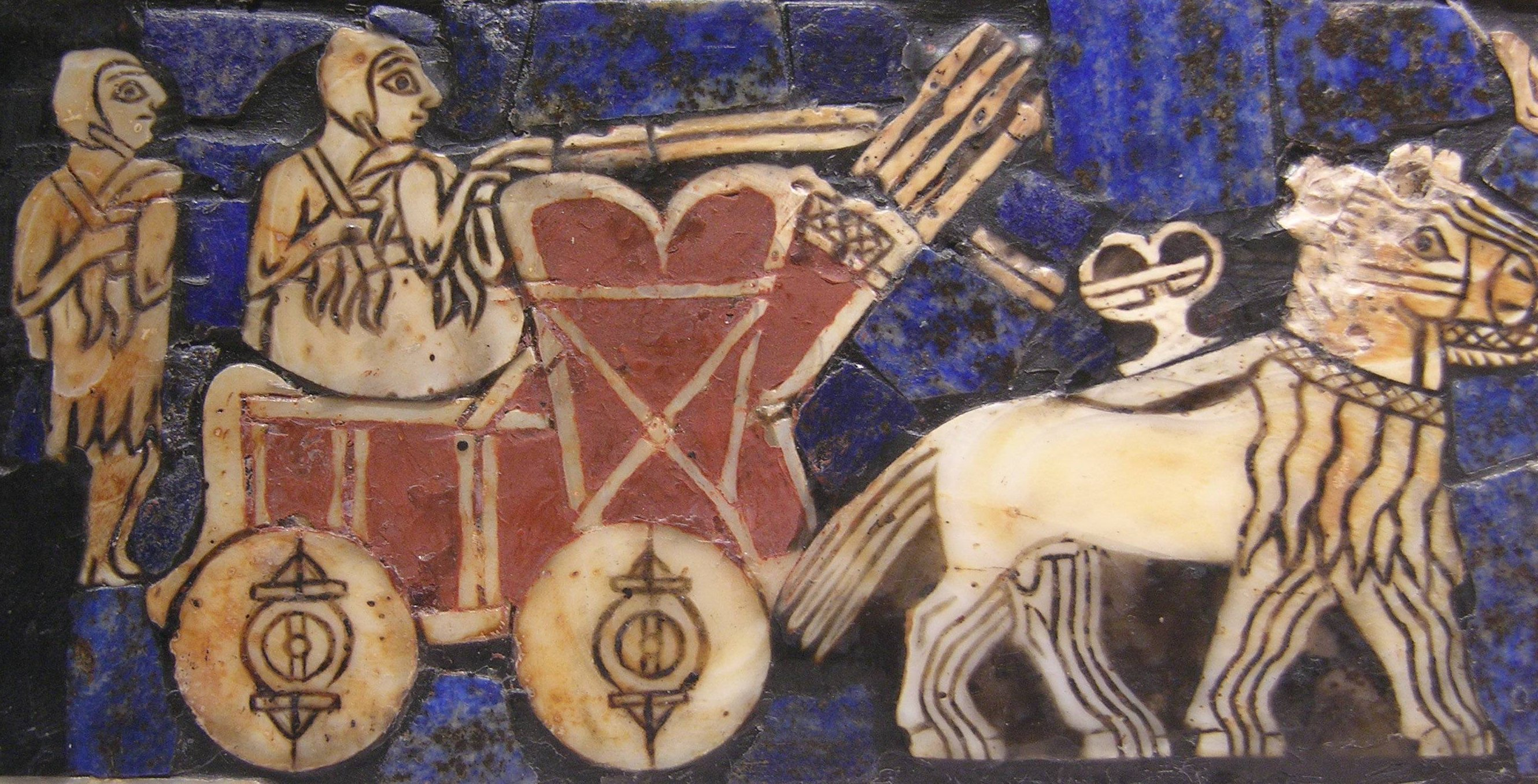
Una rappresentazione di un carro trainato da onagri nello "stendardo di battaglia" di Ur, 2500 a.C.

### L'antica civiltà indiana
Quando, verso il 1800 a.C., gli Ariani invasero la Penisola Indiana, dovettero dunque trovarvi una popolazione già molto progredita. Era quella dei Dravidici, uomini di pelle bruna, con naso molto largo e capelli piuttosto ricciuti. Dai resti venuti alla luce durante gli scavi, è stato possibile avere un'idea del grado della loro civiltà. I monili d'oro e d'argento finemente lavorati e i sigilli in avorio, rinvenuti tra le mura delle loro abitazioni, ci rivelano che essi furono abilissimi artigiani. Sembra che i Dravidici siano stati i primi ad usare il sistema della ruota per la fabbricazione dei vasi di creta. Quelli trovati durante gli scavi presentano infatti forme perfettissime. Quasi tutti sono decorati con originali motivi geometrici o con fantastiche figure di animali.
La scienza nella quale gli Indiani furono assai progrediti fin dai tempi più antichi è la medicina. I primi trattati di questa scienza risalgono al VI secolo a.C. In essi si trovano nozioni precise sul sistema nervoso e sull'apparato digerente. Nel III secolo d.C., l'indiano Sushruta, famoso medico di Benàres, compose un importante trattato di chirurgia, le Samhita. Egli descrisse be cinquanta diversi interventi chirurgici. Gli Indiani furono anche geniali matematici. Le cifre arabe (cosiddette perché vennero fatte conoscere in Europa dagli Arabi) sono state ideate da loro. La lavorazione del ferro aveva raggiunto un alto grado di perfezione, come pure la concia delle pelli e la fabbricazione del sapone. Fin dal IV secolo a.C., gli Indiani furono espertissimi nella produzione dell'acciaio.

### Agricoltura, scienza e tecnica nell'antico Egitto

#### Agricoltura

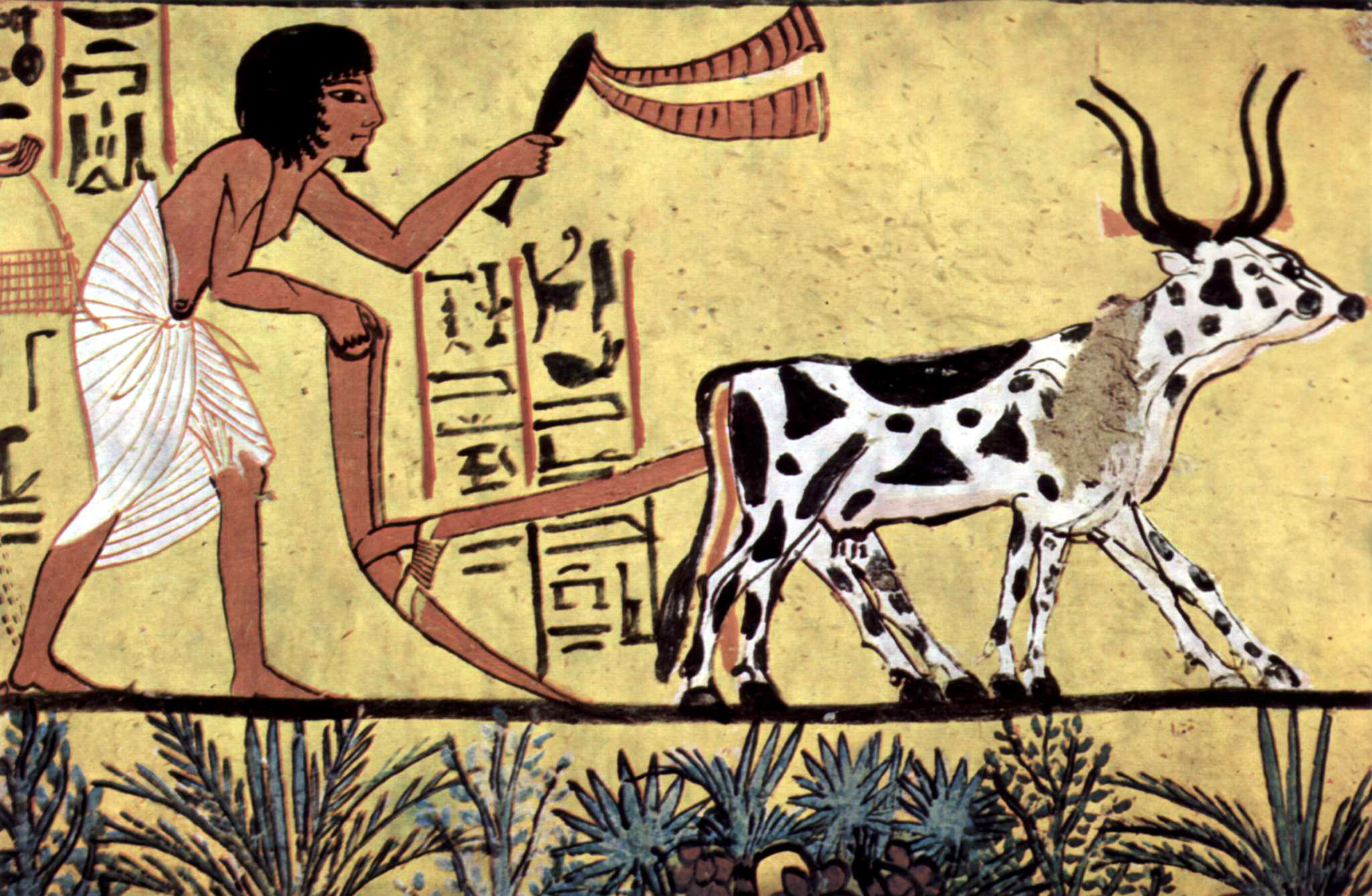
Un uomo ara con bovini aggiogati all'aratro nell'antico Egitto. Pittura dalla camera di sepoltura di Sennedjem, 1200 a.C. circa

Si può dire che in ogni aspetto della vita dell'Egitto il fiume Nilo abbia giocato una parte importante. Ebbene, per quanto riguarda l'attività agricola, il Nilo gioca una parte addirittura eccezionale. Basti dire che le sue periodiche inondazioni permettono fino a quattro raccolti all'anno. Naturalmente non si può pretendere che il fiume spanda le sue acque nel periodo conveniente e soprattutto con giusta misura. Il problema di regolare le piene del Nilo fu affrontato dagli Egizi fin dai tempi più antichi. Gli storici ci informano infatti che fin dall'epoca di Mènes (circa 3400 a.C.), primo faraone dell'Egitto, furono costruite grandiose dighe per frenare le eccessive e irruenti piene del fiume. Ma la preoccupazione più grande fu quella di riuscire a servirsi delle sue acque nei momenti opportuni. Vennero allora costruiti grandi bacini di raccolta, da cui furono fatti dipartire numerosi canali di irrigazione. Uno dei più vasti serbatoi per l'irrigazione fu il lago artificiale di Meride, fatto costruire dal faraone Amenemhet III (circa 1850-1800 a.C.). I resti di queste opere hanno rivelato chiaramente che esse furono costruite con una perfezione tecnica che non è per niente inferiore a quella delle moderne opere idrauliche.
Sulle spighe stese sull'aia erano fatti passare degli animali (buoi e asini). Questi calpestandole, ne facevano uscire i chicchi (trebbiatura). Dalle pitture e dai bassorilievi abbiamo anche modo di sapere quali erano gli attrezzi agricoli usati dagli antichi Egizi. I più comuni erano la zappa, la falce, l'erpice, l'aratro e il forcone di legno (identico a quello usato ai giorni nostri) per accatastare i covoni. I lavori agricoli non richiedevano un gran numero di attrezzi. Nei terreni su cui le acque del Nilo, straripando, depositavano un fertilissimo strato fangoso non era nemmeno necessario l'uso dell'aratro. Bastava gettare i semi sul terreno fangoso e farli calpestare da mandrie di montoni perché li interrassero. Dopo qualche mese, il contadino poteva tornare nel suo campo per la mietitura. Le colture più diffuse erano i cereali (grano, orzo, sorgo) e i legumi (fave, lenticchie, ecc.). Notevole era anche la coltivazione del lino, della vite, del sesamo e del papiro.
Gli antichi Egizi seppero dar vita anche ad una grande attività industriale, soprattutto tessile (lavorazione del lino). Per la loro finezza e vivacità, le stoffe egiziane erano celebri in tutto il mondo antico. Un'altra grande industria che raggiunse un grande sviluppo fu quella della carta di papiro, che divenne uno dei principali prodotti d'esportazione dell'antico Egitto.

#### Metallurgia
Oltre a queste di cui abbiamo parlato, altre industrie raggiunsero un notevole sviluppo nell'antico Egitto. Particolarmente fiorenti erano le industrie metallurgiche (armi, vasi e mobili di ferro, di bronzo, d'argento). Gli antichi Egizi seppero trovare un procedimento per trasformare il ferro in acciaio. Le ricche collezioni dei musei mostrano che nei lavori di oreficeria gli antichi Egizi raggiunsero un gusto e una perfezione invidiabili anche dai moderni. Notevoli anche le vetrerie, le industrie della ceramica e quelle del cuoio (cioè sandali, cinghie, ecc.).

#### Costruzioni
Le opere di irrigazione, la costruzione di canali e dighe, il contenimento e l'utilizzazione della acque erano imprese tecniche che, data la loro mole, richiedevano l'intervento dell'organizzazione statale. 
Fanno parte delle imprese tecniche dell'Egitto anche la costruzione delle piramidi e la lavorazione, il trasporto e la sistemazione degli obelischi. Queste gigantesche imprese poterono essere realizzate solo da uno stato autocratico che era anche al vertice dell'organizzazione religiosa. Esso disponeva di eserciti di lavoratori il cui mantenimento e la cui organizzazione richiedevano un'accurata opera di pianificazione.

#### Scienza e medicina

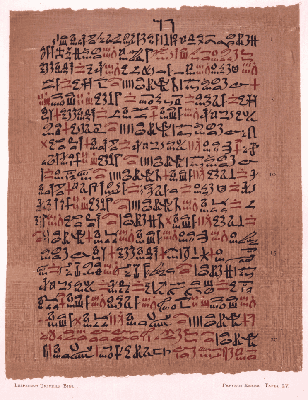
La fonte principale per la ricostruzione dell'antica medicina egiziana sono i papiri detti medici. Il più importante fra questi è il Papiro Ebers, 1500 a.C.

Il più antico orologio di cui si abbia conoscenza fu trovato nella tomba di un sovrano egiziano, Thutmosis III, ed ora si conserva al Museo di Berlino. All'alba l'orologio veniva rivolto verso il Sole; l'ombra della traversa giungeva fino alla sesta intaccatura: era la sesta ora prima di mezzogiorno; poi, col passare delle ore e levandosi il sole, l'ombra si ritirava, finché, a mezzodì, era diventata brevissima. A mezzogiorno l'orologio veniva rivolto dalla parte opposta; man mano che il Sole si abbassava l'ombra si andava allungando; le intaccature indicavano così le ore pomeridiane; al tramonto l'ombra aveva aggiunto un'altra volta l'ultima intaccatura.
Durante i tremila anni della storia dell'antico Egitto si sviluppò una grande, variata e fruttifera tradizione medica. Erodoto e Omero sono concordi nell'attribuire notevole perizia ai medici abitanti la regione del Nilo. Lo storico greco riferisce anzi che Ciro si fece curare da un oculista egiziano e Dario tenne in alta considerazione la classe sanitaria d'Egitto. Nella Odissea di Omero, si afferma che «Questi farmaci aveva la figlia di Zeus, efficaci, potenti, che a lei donò la sposa di Tone, Polidamna l’Egizia. Molti ne produce la fertile terra d’Egitto, benefici alcuni, altri mortali. E degli Egizi ciascuno ne è medico esperto più di ogni altro al mondo, perché dalla stirpe di Peone discendono». La medicina egizia mantiene in larga misura, una concezione magica della infermità, e comincia a sviluppare un interesse pratico per l'anatomia, la salute pubblica e la diagnosi, la qual cosa presuppone un avanzamento importante nel modo di comprendere la genesi delle malattie.

### I Fenici
Circa 3000 anni fa, nella sottile striscia di terra compresa fra i monti del Libano e il mare Mediterraneo, si stabilì una tribù di contadini emigrati dalla Mesopotamia. Cercavano nuove terre e nuove fonti di ricchezza. Ma la regione in cui erano giunti non offriva fertili pianure da coltivare. Si diedero allora alla pesca, e da contadini, divennero pescatori. Essi avevano imparato nella loro patria a costruire imbarcazioni simili a barilotti, spesso fatte di pelli; ma queste imbarcazioni che potevano portare al più due o tre persone coi loro bagagli, erano adatte solo a navigare sulle acque tranquille dei fiumi Tigri ed Eufrate che percorrevano le terre della loro antica patria. Anche le imbarcazioni dei vicini Egiziani non erano adatte ad affrontare il mare aperto perché avevano fondo piatto e le fiancate molto basse; servivano soltanto per navigare lungo il corso del Nilo. I Fenici allora dovettero ingegnarsi a costruire navi robuste perché resistessero all'impeto delle onde marine; occorreva anche che queste navi fossero agili, per superare velocemente le grandi distanze e che fossero capaci, per poter trasportare molta merce.
Ben presto i Fenici divennero esperti conoscitori del mare; appresero a governare con destrezza le navi; impararono a conoscere perfettamente i golfi, le città della costa e i popoli che le abitavano. Così, i Fenici trovarono più conveniente abbandonare la pesca e dedicarsi al commercio. I Fenici furono provetti costruttori di navi. Per primi costruirono navi con la chiglia e le costole sulle quali fissavano larghe assi (fasciame). Il legno usato era quello dei maestosi cedri che crescevano sui monti del Libano e davano fusti dritti e alti fino a 40 metri. Le loro navi avevano un curioso albero a forma di "V" rovesciata. A volte sullo stesso albero usavano due vele, una per ciascun braccio della "V". Naturalmente queste vele non si potevano manovrare e perciò i navigatori potevano muoversi soltanto nella direzione del vento.

### La tecnologia nella Grecia ellenica
Il grande apporto culturale dell'antica Grecia è costituito, senza dubbio, dallo sviluppo di una coscienza scientifica, poiché è in Grecia che fa la sua comparsa l'uomo teoretico. In generale la tecnica occupò nell'antica Grecia un posto in sottordine di fronte alla scienza pura.
L'antica Grecia raggiunse notevole risultati nel campo della statica, perché i Greci consideravano la realtà immutabile e la forma statica. E i greci antichi riluttavano al passo dalla teoria alla applicazione pratica. L'uomo libero si dedicava allo stato, alla scienza pura, all'arte. La creazione tecnica era, più o meno, considerata compito dei meteci (cioè degli stranieri) e degli schiavi.
Un'invenzione pratica degli antichi Greci era la macina ad acqua orizzontale. Il primo tentativo di alimentare le macine con l'acqua portò ad una forma di mulino ad acqua che oggi chiamiamo mulino greco o norreno. In questo, le due macine - derivate da una lavorazione rotativa a mano - venivano montate su un flusso con un alto tasso di caduta. La macina inferiore era forata e montata saldamente al mulino, mentre quella superiore (il binario) veniva trasportata su un mandrino rotante che passava attraverso la macina inferiore. Questo mandrino era guidato da una ruota idraulica orizzontale che era fatta girare dalla spinta dell'acqua sulle proprie lame, pale o pale a forma di cucchiaio.

#### Ingegneria navale e militare

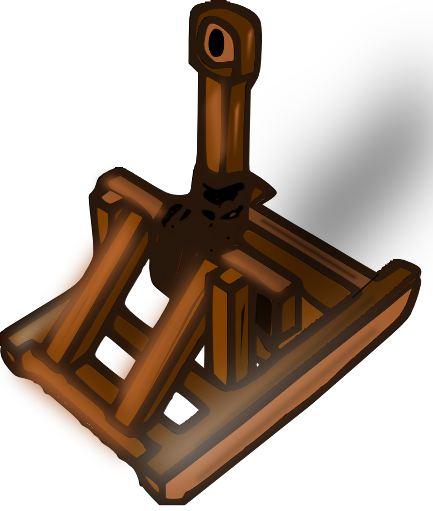
Schizzo di una catapulta a torsione

Molto significativi furono i riflessi dell'attività colonizzatrice sullo stesso popolo che se n'era fatto promotore. Da principio si facevano venire dalla madrepatria quei prodotti cui i Greci erano abituati nella loro vita precedente e che difettavano nelle nuove sedi: olio, vino, vasellame, utensili di ogni genere. Il moto era organico e investiva tutti gli aspetti della vita: l'aumento delle derrate alimentari metteva a disposizione dell'artigianato e dell'industria nuove forze di lavoro non più necessarie all'agricoltura; i commerci a distanza richiedevano un miglioramento delle imbarcazioni, per cui nel VII secolo a.C. le vecchie penteconteri a cinquanta remi venivano soppiantate dalle navi a vela, assai più economiche perché richiedevano un personale meno numeroso. Persino il popolo minuto vide aumentare la propria importanza militare, almeno per quanto riguarda le navi da guerra: queste infatti non adottarono la vela per non dover dipendere dal capriccio dei venti nelle concitate manovre del combattimento, e richiesero quindi l'assunzione di numerose schiere di rematori, reclutati appunto fra i nullatenenti. La trireme sarà adottata verso la fine del VI secolo a.C.
Durante l'assedio della loro città, gli abitanti di Platea lanciarono frecce incendiarie contro le macchine di assedio che devastano le loro difese. Probabilmente il primo comandante greco che impiegò un completo corpo d'assedio nel suo esercito fu Dionisio di Siracusa: a Monzia nel 398 a.C. torri, arieti e catapulte erano guarnite di uomini dalle più diverse provenienze. Il massimo della tecnologia militare greca fu raggiunto intorno al IV secolo a.C. con le catapulte a torsione, per le quali venivano impiegati due fasci di crini equini o di capelli femminili. Ne occorrevano quantità enormi.
L'invenzione delle catapulte a torsione è attribuita a Dionisio il Vecchio, ma come la maggior parte delle invenzioni rappresenta un modesto progresso rispetto alle tecniche precedenti, in questo caso sulle prime armi da getto della preistoria. Ma con l'approfondimento delle scienze e delle matematiche ci fu un conseguente evolversi dell'artiglieria. Nel III o nel II secolo a.C. matematici alessandrini trovarono la formula relativa alle proporzioni tra le varie parti di una catapulta a torsione e i diametri dei fori attraverso i quali erano fatti passare i fasci di crini equini o di capelli femminili.

### La tecnologia nell'Età ellenistica

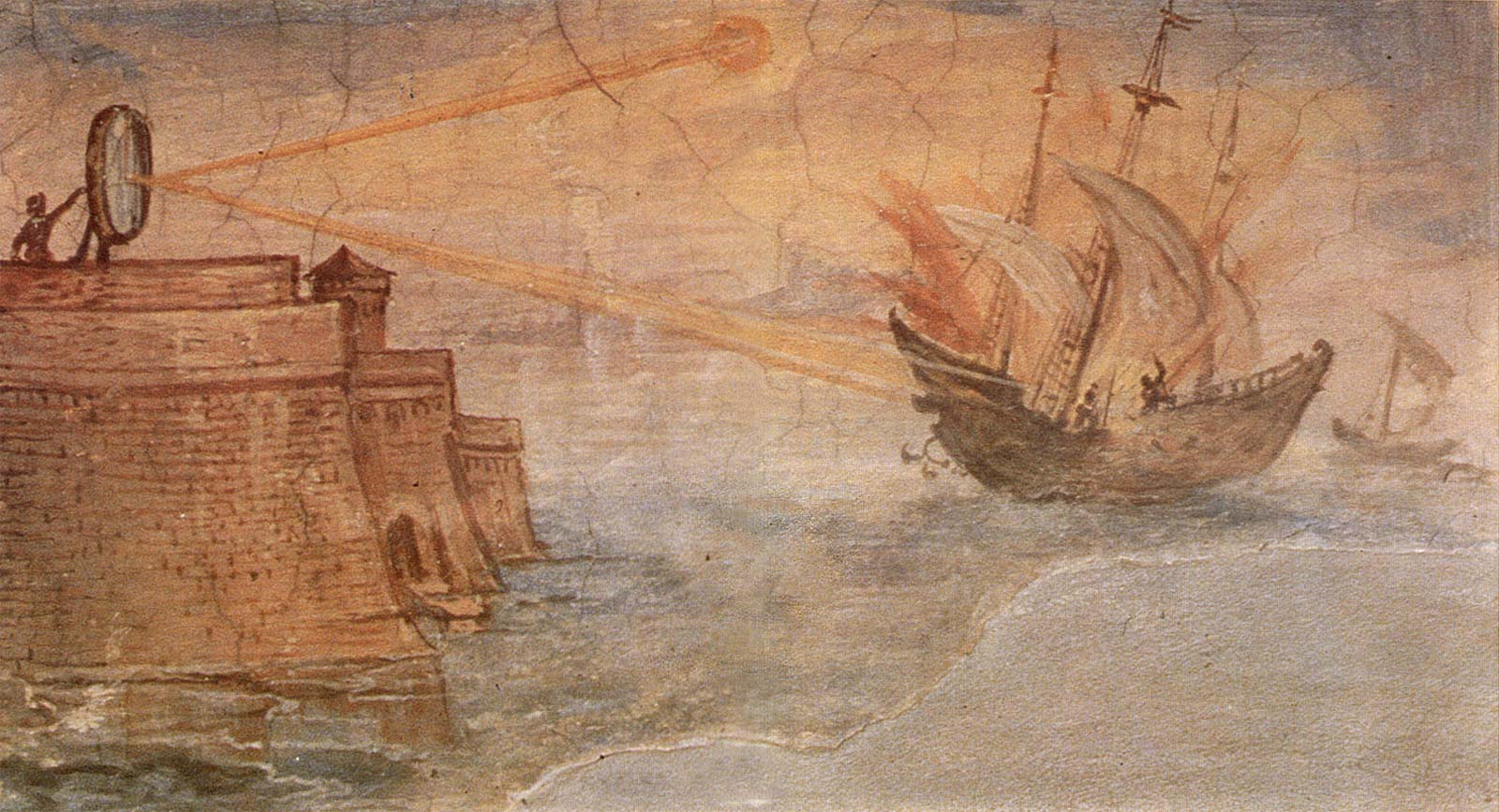
Archimede di Siracusa è uno dei più grandi scienziati del mondo antico. I suoi metodi di indagine possono essere letti come anticipatori dell'opera di Galileo, in quanto combinano la matematica con la ricerca sperimentale e introducono ipotesi soltanto per dedurne conseguenze logiche da verificare con l'osservazione o l'esperienza. Le famose invenzioni di meccanica pratica che la tradizione gli attribuisce (macchine da guerra come gli specchi ustori, la vite per innalzare l'acqua, carrucola e l'architronito, ovvero la prima arma a vapore) sono state episodiche nella sua vita.

L'importanza dell'impero creato da Alessandro Magno fu, dal punto di vista storico-culturale, notevole: il grande condottiero aveva allargato i confini della cultura greca, permettendole di assimilare vari elementi delle antiche civiltà orientali con cui era venuta a diretto contatto. Si sviluppò, così, la civiltà ellenistica, detta anche alessandrina, perché il centro propulsore in campo artistico e culturale fu costituito dalla grande città di Alessandria d'Egitto. Atene riuscì a mantenere ancora il suo primato nel campo della filosofia, ma Alessandria divenne un grande centro della cultura scientifica, che proprio qui raggiunse, con la sua biblioteca e i suoi meccanici; le più alte vette toccate nel mondo antico.

### L'antica Roma
Quantunque i Romani mostrassero maggiore inclinazione ai problemi tecnici d'indole pratica che non i Greci, neppure presso di essi si pervenne a una vera trasformazione della creazione tecnica o anche solo ad una specializzazione dell'attività tecnica. L'intero campo della tecnica era aperto in effetti solo all'architetto, i cui compiti comprendevano, oltre alle costruzioni civili, anche la fabbricazione di orologi ad acqua, di macchine per il sollevamento di pesi, di macchine belliche e di molti altri dispositivi. Vitruvio, nella sua opera De Architectura, scritta fra il 25 e il 23 a.C. e dedicata all'imperatore Augusto, descrisse chiaramente le molteplici attività dell'architetto antico. Nella stesura del suo libro egli si basò in parte sulla propria esperienza, ma principalmente si giovò di fonti greche. In linea di principio la scienza e la tecnica si trovano con Vitruvio in migliori rapporti di quanto avvenisse in Grecia, ma in realtà anche presso i Romani non si poteva parlare di una applicazione vera e propria della scienza all'attività tecnica.

#### Ingegneria civile ed edile

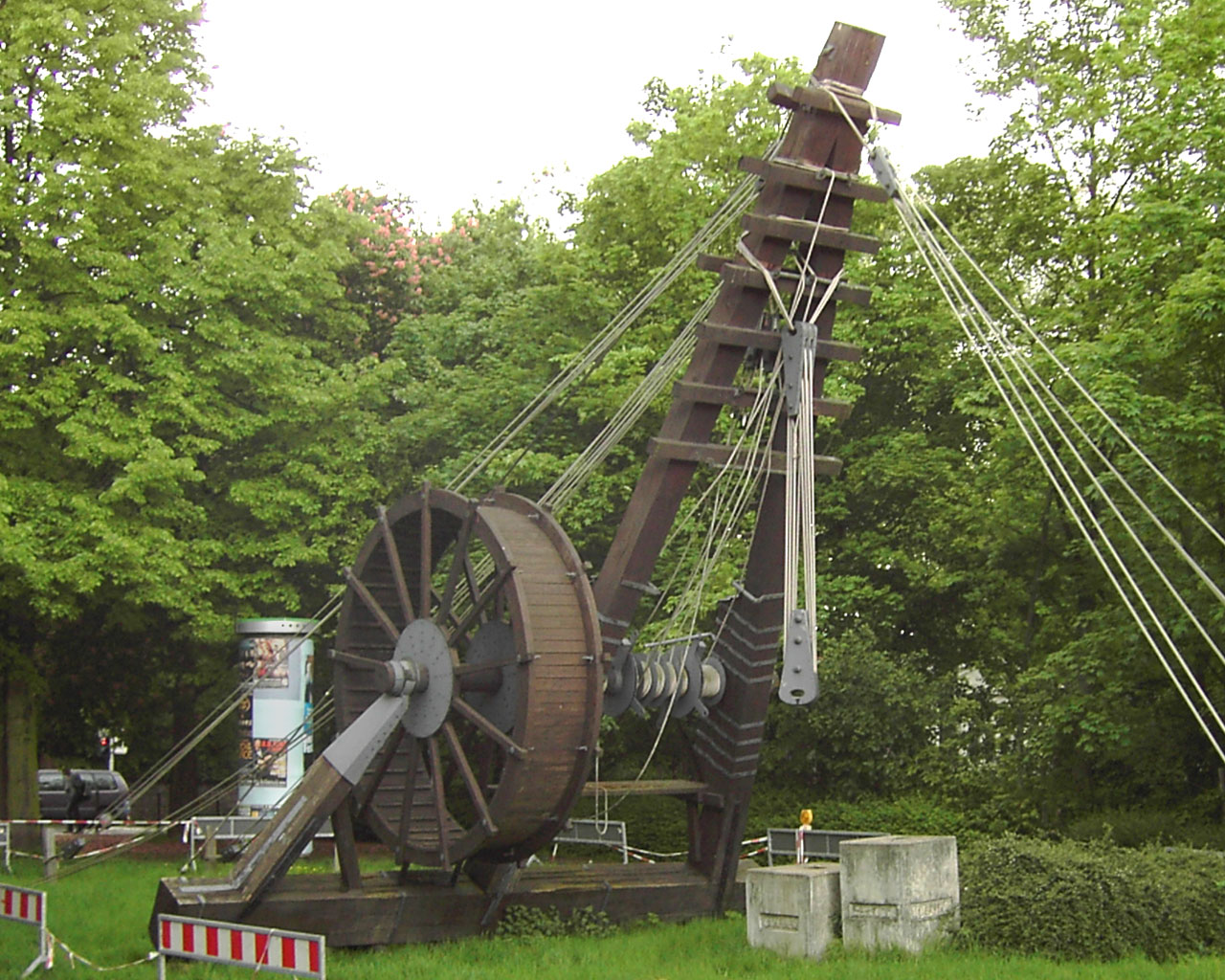
Ricostruzione del polyspastos, la gru romana di fine I secolo d.C.

L'architettura romana, basa i propri schemi costruttivi sul principio dell'arco e della volta (sistema archivoltàto): in tal modo i sostegni si fondono con la copertura e creano un insieme uniforme, continuo e solido. L'uso sistematico dell'arco e della volta permise ai Romani di coprire spazi immensi. Nelle costruzioni i Romani furono aiutati anche dall'abilità nel servirsi di nuove e potenti macchine da cantiere quale ad esempio, la gru del tipo di quella mostrata nel Rilievo della tomba degli Hatèrii. Tale apparato, ingegnosamente azionato da una grande ruota di legno messa in movimento dalla forza di alcuni uomini che camminavano al suo interno, consentiva di sollevare grandi pesi facilitando notevolmente la costruzione. Alle macchine ad uso civile e militare Vitruvio dedica l'intero ultimo libro del suo trattato di architettura, intendendo la meccanica come parte inscindibile dell'arte di edificare.
Rete stradale significa ponti, gallerie, viadotti, strade; vuol dire anche ingegneri, topografi, esecuzione di rilievi geologici e pluviometrici, disporre di un'organizzazione per la manutenzione, per l'amministrazione economica, per la sorveglianza militare. I Romani ebbero tutto ciò e per questo poterono creare, attraverso tutto il loro impero, una perfetta rete di strade. Le strade romane si inerpicavano in alta montagna per raggiungere i valichi attraverso le catene. Neppure la necessità di scavare una galleria interrompeva l'opera di questi antichi costruttori.
Sparsi per tutto il mondo antico, in Spagna, in Francia, in Germania, in Grecia, in Asia Minore e in Africa, si elevano ancora oggi circa duecento acquedotti costruiti dai Romani conquistatori. L'acquedotto, come lo intendiamo noi, è un'invenzione romana, perché prima, sia in Grecia che in Italia, l'uomo doveva accontentarsi dell'acqua che poteva trovare sul posto.

#### Ingegneria militare
Da quanto ci riferiscono gli storici antichi, possiamo capire in quale modo venisse preparato un assedio. Intorno alla città da assediare, venivano innalzati dei terrapieni e scavate delle fosse per impedire sortite da parte degli assediati. Sui terrapieni venivano sistemate le macchine belliche "da gitto", con le quali si scagliavano frecce e pietre dentro la città assediata. Oltre alle macchine "da gitto", vi erano anche quelle "d'assalto": esse venivano usate dai soldati durante l'attacco alle mura della città.
La prima flotta romana, costruita nel 261 a.C. per far fronte ai Cartaginesi, era composta di 100 quinqueremi e 20 triremi. Secondo le notizie dello storico greco Polibio, risulta che nel 256 a.C., i Romani costruirono una nuova flotta di 330 navi, che nel 255 vennero varate altre 50 navi e che nel 254 ne vennero costruite altre 220. Dal 261 al 247 a.C., cioè durante la prima guerra contro i Cartaginesi, Roma si servì di una flotta di circa 1200 unità da guerra e di parecchie centinaia di navi "onerarie", cioè navi da carico (mercantili).

#### Medicina e professioni

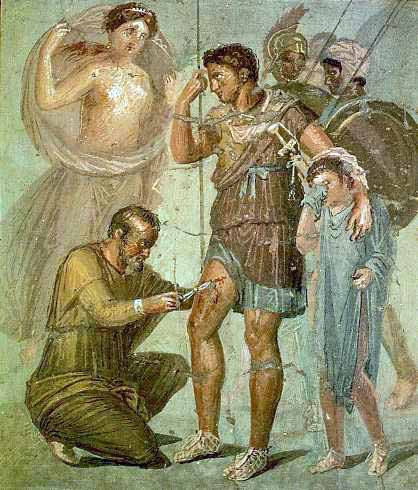
Soldato romano rimuove una freccia dalla gamba di un soldato con un paio di pinze

Poiché a Roma non c'erano scuole per i medici, tutti erano liberi di praticare questa professione: bastava avere un poco di conoscenze in materie e molta capacità di persuasione. Le medicine venivano il più delle volte preparate e vendute dal medico stesso. Si trattava, in genere, di unguenti, impiastri, linimenti, decotti e infusi preparati a base di erbe e altre sostanze vegetali: radici di anemoni contro il mal di denti, infusi di mammole, mirra e zafferano contro la congiuntivite, impiastro di miele, pane e radici di narciso per le ferite. Qualche volte si ricorreva anche a prodotti animali: come quando il medico prescriveva di sciacquare la bocca col sangue di tartaruga, per difendersi dalla carie, oppure di versarsi sulla testa un infuso di aceto, vino, zafferano, pepe, laserpizio e sterco di topo, per difendersi dalla caduta dei capelli. C'erano specialisti in oculistica, in odontoiatria, chirurgia, ecc.

Così Celso elenca le doti di un buon chirurgo:
Egli deve essere abile con la sinistra quanto con la destra, fornito di vista acuta e animo coraggioso: deve essere privo di compassione per quel tanto che lo metta in grado di non lasciarsi impressionare dalle grida del paziente, quanto questi lo inciti ad affrettarsi o a tagliare meno profondamente del necessario.

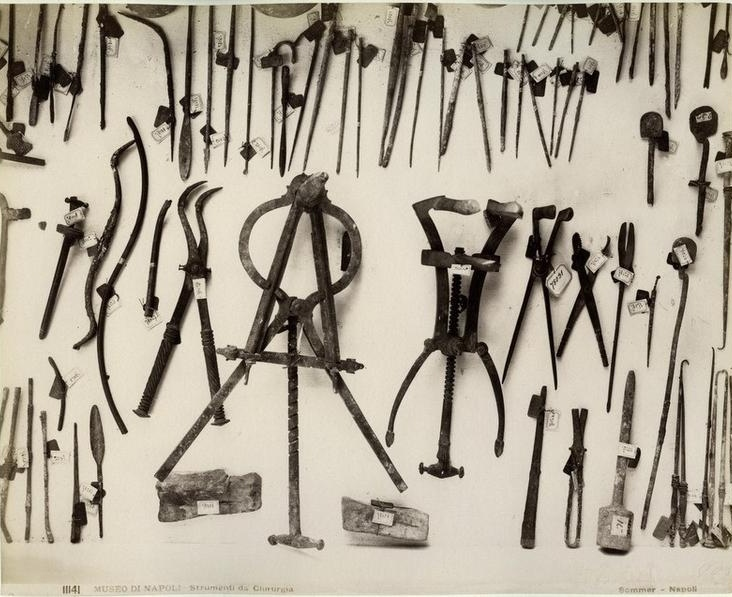
Strumenti chirurgici ritrovati a Pompei

Leggendo queste parole non si può fare a meno di pensare con raccapriccio ai disgraziati malati sottoposti a operazioni chirurgiche in quel tempo; gli unici anestetici erano il succo di mandragora e l'atropina. La chirurgia era comunque molto più progredita della medicina; dagli scavi di Pompei infatti sono venuti alla luce moltissimi strumenti chirurgici che rivelano una tecnica avanzata. I chirurghi romani, come ci descrive Celso, sapevano togliere le tonsille, operavano la cataratta agli occhi e intervenivano chirurgicamente nel caso di ernie strozzate. Nel libro di Celso troviamo ancora precise e particolareggiate norme da seguire nell'estrazione delle armi dalle ferite. Per un popolo che andava spesso in guerra erano norme di particolare importanza. Sappiamo che gli eserciti avevano in dotazione un abbondante materiale di fasciatura, di cui era fornito anche ogni singolo soldato; e ad ogni soldato si insegnava l'arte dei bendaggi.
Né la medicina né la chirurgia fecero a Roma particolari progressi. Molto progredita era invece la protesi dentaria. Roma curò notevolmente l'organizzazione dei servizi sanitari: già nel 450 a.C. il Senato romano emanava un editto con cui vietata che si seppellissero i morti entro le mura; con un altro editto ordinava che si provvedesse alla pulizia delle strade e al rifornimento dell'acqua. Basti pensare al numero e alla grandiosità degli acquedotti romani, che erano in grado di fornire alla città più di un miliardo di litri di acqua potabile al giorno. I Romani crearono i primi ospedali, dove erano ospitai e curati i malati poveri. Queste istituzioni ospedaliere si svilupparono per merito dell'esercito, che erigeva grandi ospedali militari. A Novesio si vedono ancora le rovine di un ospedale militare romano.
Nonostante fossero tanto ricercati e ben pagati (arrivavano ad accumulare milioni di sesterzi), i medici nell'antica Roma erano poco stimati come del resto non erano apprezzati ne onorati gli ingegneri, gli architetti, i pittori, gli scultori, i musicisti. Tutte le professioni, insomma, anche quelle più libere e intellettuali, erano considerate indegne per un cittadino romano. E infatti per la maggior parte i professionisti e gli artisti erano stranieri e talvolta anche schiavi o liberti. I Romani non distinguevano la personalità del progettista o dell'artista da quella degli esecutori materiali. Erano tutti considerati funzionari, impiegati, dipendenti. E perciò il cittadino romano di famiglia patrizia non doveva abbassarsi a queste mansioni. Solo l'agricoltura veniva praticata qualche volta con passione, forse in ricordo degli antenati che erano stati agricoltori e pastori. Bottegaio e artigiano era, a Roma, molto spesso la stessa persona; infatti chi fabbricava un prodotto in genere poi lo vendeva direttamente al pubblico. Fra questi c'erano orefici, fabbri, vasai, mobilieri, tintori, cuoiai, barbieri, venditori di specchi, di oggetti di avorio, di corone di fiori, di sandali e mantelli, di cosmetici, di farmaci, panettieri, pasticceri, macellai, pescivendoli, osti.

## Tecnologia del Medioevo
L'Impero Romano si sfasciò per debolezza interna della propria compagine sotto l'assalto delle popolazioni germaniche. Lentamente, la civiltà di spostò verso settentrione. Accanto al patrimonio tecnico tramandato dall'antichità, presso le giovani popolazioni romano-germaniche operavano elementi dell'antico artigianato locale dall'estremo nord, che contribuirono a caratterizzare la cultura materiale del Medioevo. Ma fu essenzialmente il Cristianesimo che, con l'affermare la dignità dell'uomo ed il vero valore delle cose del mondo, contribuì a preparare un solido terreno per un intenso sviluppo della creazione tecnica.
Da ultimo la tecnica medievale subì, oltre all'influsso dell'antichità, anche quello dell'Estremo Oriente, principalmente attraverso la mediazione del mondo islamico. Di fronte alla frantumazione politica dell'Europa medioevale stava l'unità della Chiesa universale. Se fino al X secolo la tecnica era in massima parte limitata ai chiostri, che raggiunsero livelli assai alti nella produzione di oggetti attinenti al culto, con l'avvento delle città sorse una cultura artigiana cittadina, che produsse opere non meno ispirate provenienti dall'attività dei religiosi.
Dal tempo dei Carolingi, attraverso tutti i secoli del Medioevo, anche quelli dal VI al XII che in Occidente si è soliti definire come "oscuri", furono fatte scoperte tecniche di grande valore, che condussero a una graduale trasformazione delle condizioni economiche e sociali; fra queste: gli occhiali, la carta, la filigrana, il libro, la stampa a caratteri mobili, note musicali e la scala musicale, segherie, frantoi, carriola, bussola, timone, orologio a scappamento.
Anche per un altro riguardo la Chiesa cristiana medievale svolse una parte fondamentale per lo sviluppo della tecnica. Quando all'inizio del XIII secolo si conobbe tutto Aristotele, ed in particolare la gigantesca costruzione aristotelica della scienza della natura (in piccola parte per tradizione diretta, in massima parte invece attraverso gli arabi) fu grande compito di Alberto Magno e del suo discepolo Tommaso d'Aquino di armonizzare la sapienza aristotelica con l'universo cristiano, così da pervenire ad una concezione universale unitaria, che comprendesse anche il mondo delle cose e che avesse Dio al suo vertice supremo. La fede e la scienza sono infatti campi distinti; ma fra la verità rivelata e quella scientifica non è possibile, secondo questa dottrina, alcuna contraddizione, altrimenti da essa deriverebbe contraddizione in Dio stesso. La scienza musulmana incominciò a spegnersi pressappoco dopo il 1100, perché non aveva saputo trovare il giusto legame fra la religione da un lato e la filosofia e la scienza in rapido sviluppo dall'altro.

### Le Quattro grandi invenzioni
Con l'appellativo "Quattro grandi invenzioni" (四大發明T, 四大发明S, Sì dà fā míngP) si fa riferimento a quattro invenzioni attribuite all'antica Cina, che sono:
- la carta[31] - la cui invenzione è tradizionalmente fatta risalire al 105 D.C e attribuita a Cai Lun[32] (ufficiale durante la Dinastia Han); diversi reperti dalla Cina farebbero anticipare la sua data di invenzione;
- la polvere da sparo[33] (850 D.C.), ottenuta da un miscela di salnitro, carbone e zolfo;[32]
- la stampa[34] (868 D.C.[32])
- la bussola[35] (sviluppata nei primi anni della dinastia Song).

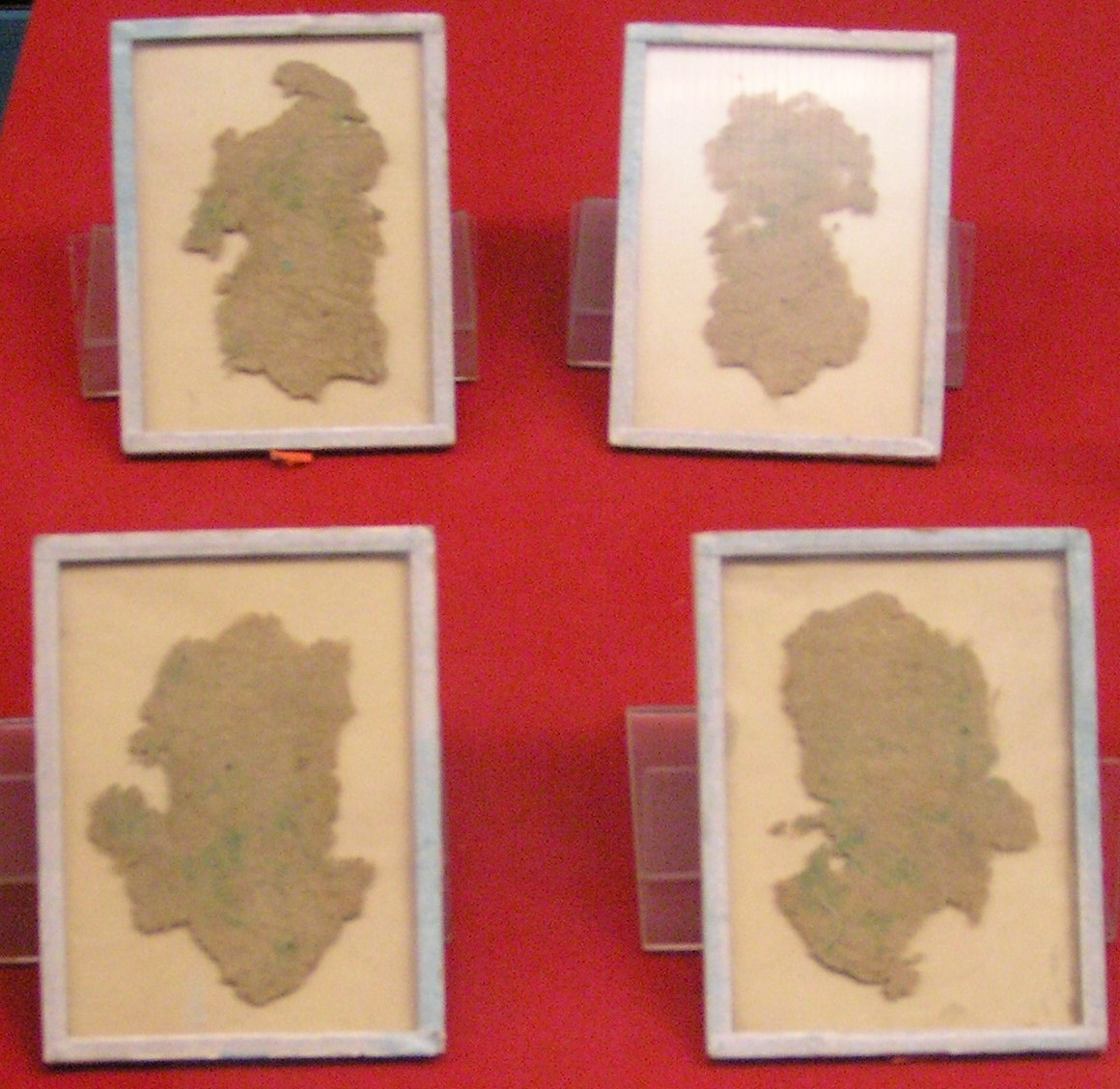
Frammenti di carta di canapa (100 a.C.), Museo della storia di Shaanxi a Xi'An, in Cina
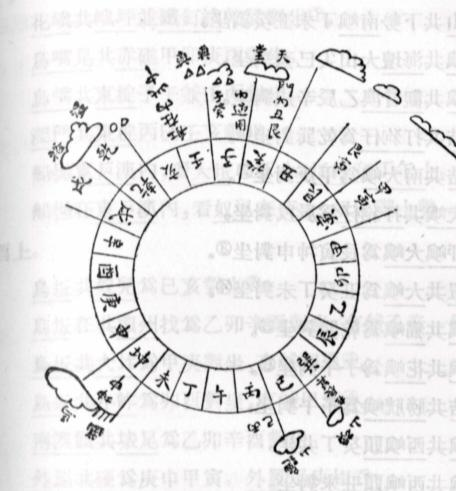
Illustrazione di una bussola per la navigazione risalente alla dinastia Ming
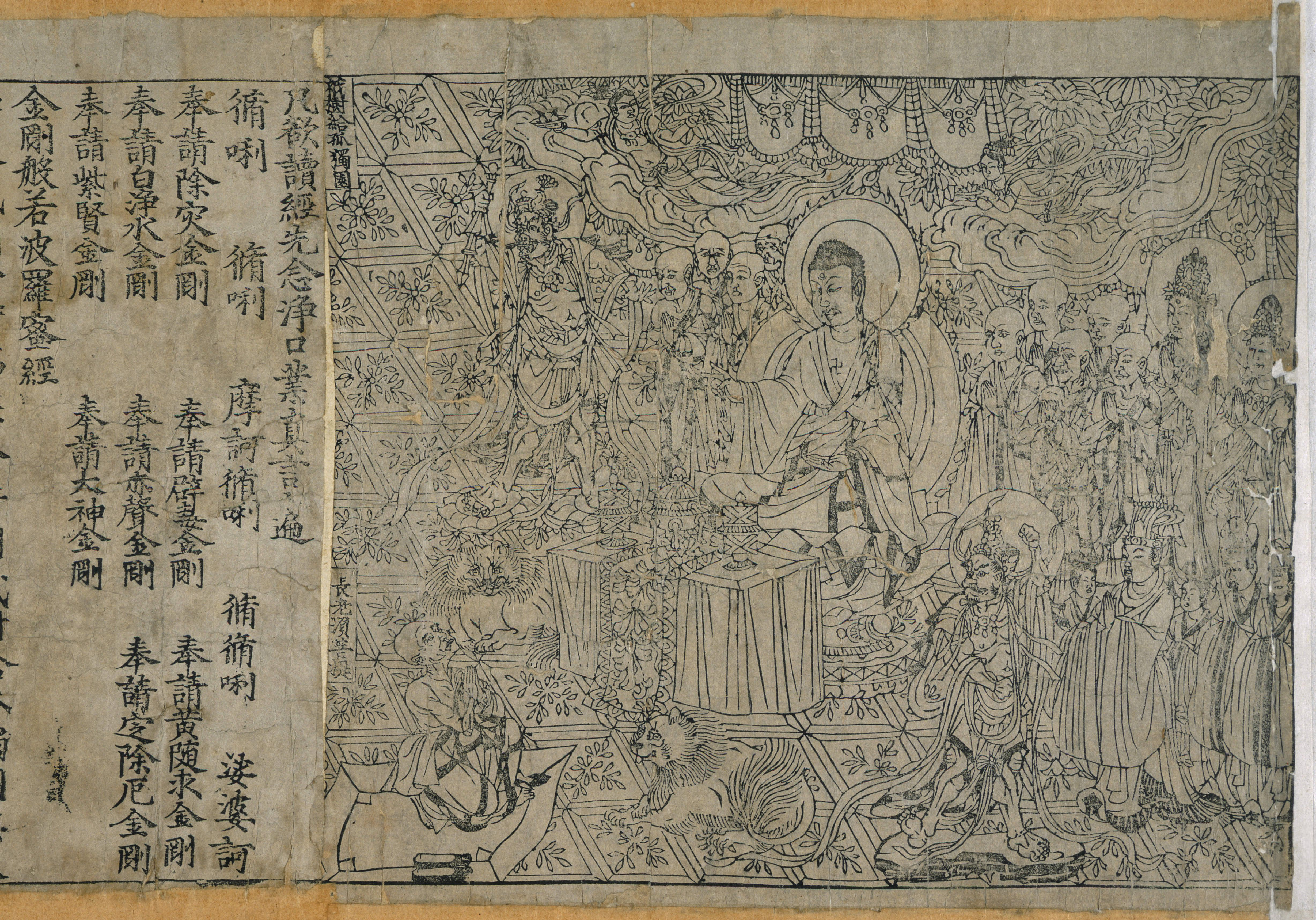
Frontespizio della Sutra del Diamante in cinese, ritenuto il più antico testo a stampa oggi esistente
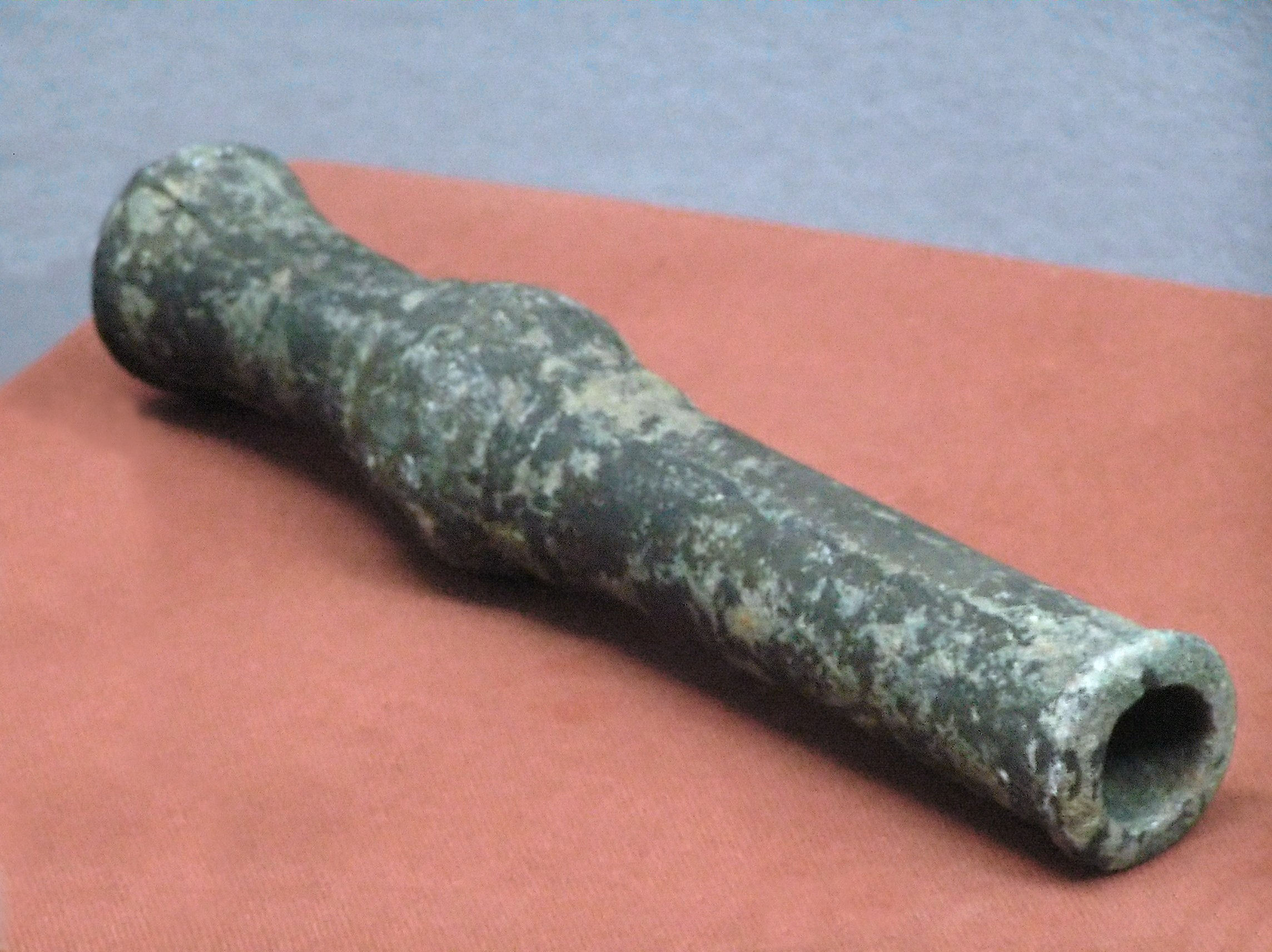
Cannone a mano della dinastia Yuan (XIV secolo)

### Epoca d'oro islamica
L'Epoca d'oro islamica è un periodo storico ricadente nel Califfato abbaside e che ebbe termine con la conquista mongola di Baghdad nel 1258. Durante tale periodo di splendore per il mondo islamico, al contrario di quanto accadeva nel mondo occidentale, la scienza e la tecnologia subirono dei progressi importanti.
Tra le personalità che hanno contribuito al progresso tecnologico dell'Epoca d'oro islamica ci furono:
- i fratelli Abū Jaʿfar Muḥammad ibn Mūsā ibn Shākir, Aḥmad ibn Mūsā ibn Shākir e al-Ḥasan ibn Mūsā ibn Shākir, chiamati Banū Mūsā; essi si dedicarono alla traduzione in arabo di antichi testi, studiarono la geometria dei coni e delle ellissi e svolsero calcoli astronomici; a loro si deve il "Libro dei meccanismi ingegnosi" (in arabo كتاب الحيل, Kitāb al-Ḥiyāl);[37][38][39]
- Abbas ibn Firnas (810–887) mise a punto un particolare vetro trasparente utilizzato per costruire recipienti per bevande e lenti d'ingrandimento o per il miglioramento della vista; inoltre è conosciuto per essere sopravvissuto ad un tentativo di volo controllato;[40]
- Ibn Khalaf al-Muradi (XI secolo) contemporaneo di al-Zarqali. È noto per un trattato di ingegneria meccanica, Kitāb al-asrār fī natāʾij al-afkār (Libro dei segreti risultanti dai pensieri), oggetto di studio e traduzione nel 2008, dedicato alla descrizione di ingegnosi automi meccanici.

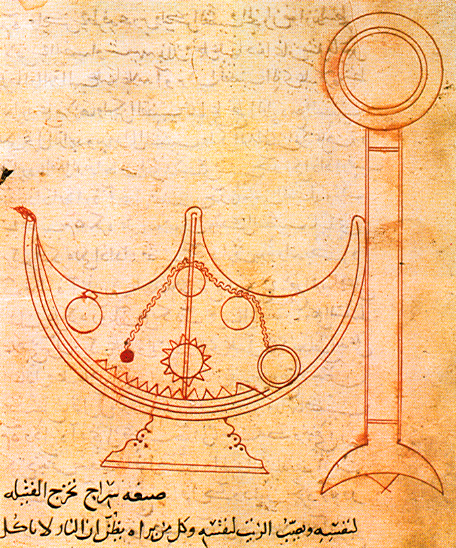
Illustrazione di un meccanismo di una lampada nel Libro dei meccanismi ingegnosi
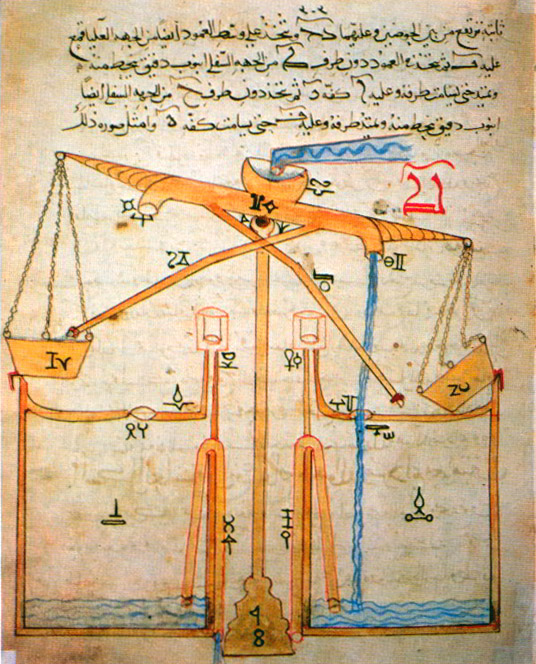
Illustrazione di un meccanismo idraulico dal libro al-Jazari (XIII secolo)
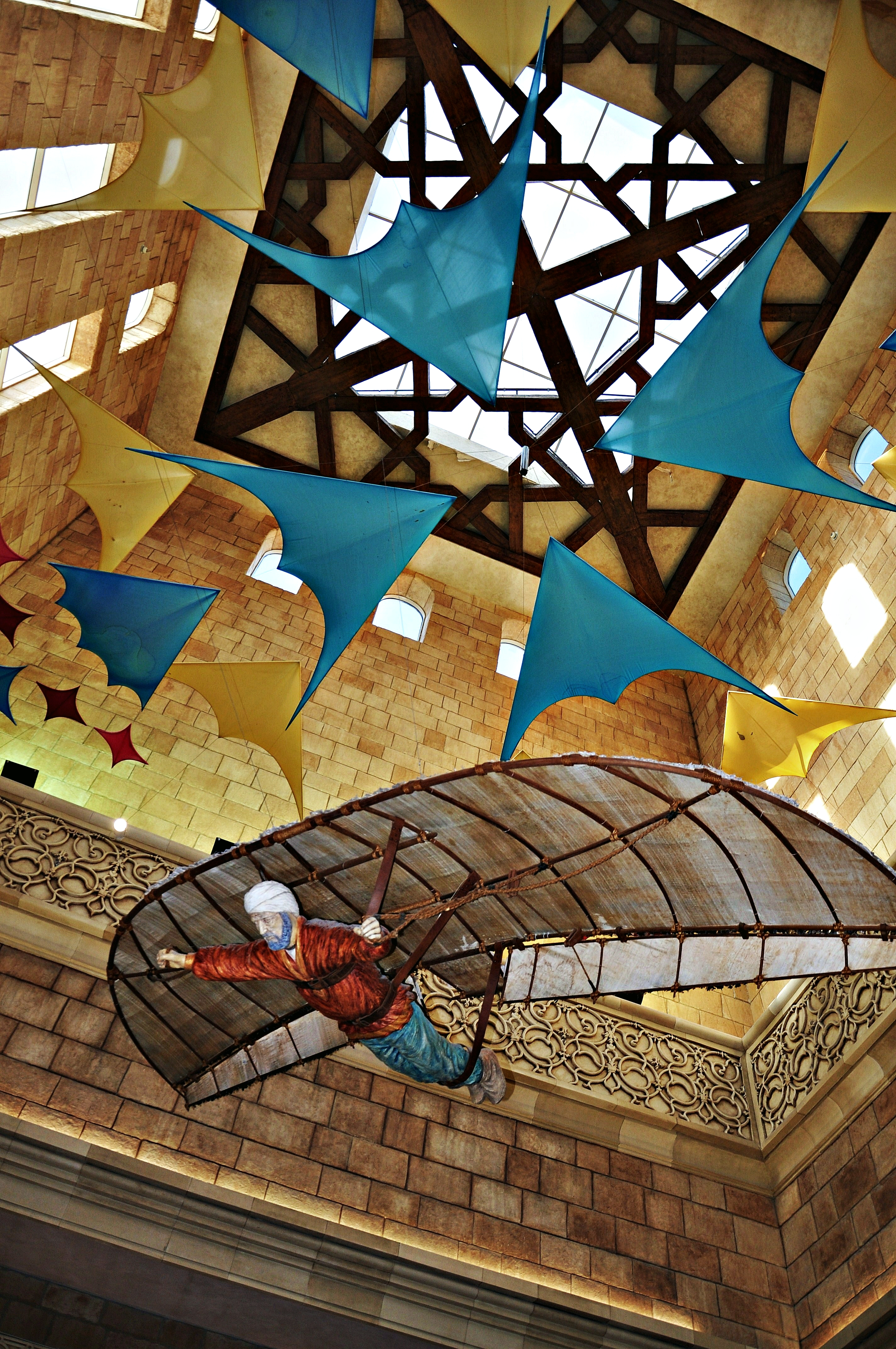
Raffigurazione di Abbas ibn Firnas su un dispositivo volante
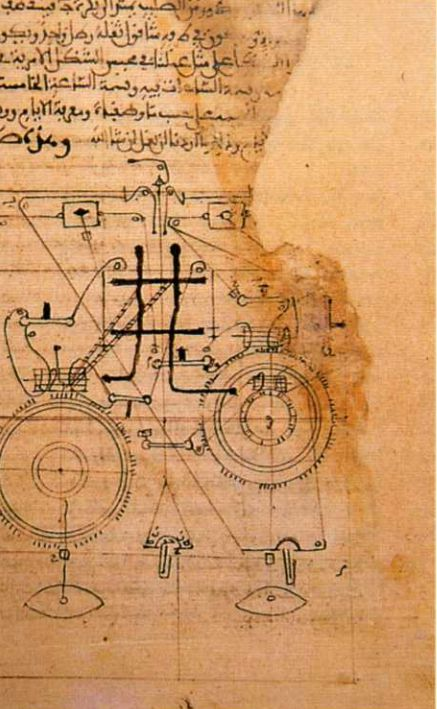
Un frammento del Libro dei segreti risultanti dai pensieri di Ibn Khalaf al-Muradi, conservato nella Biblioteca Medicea-Laurentiana di Firenze
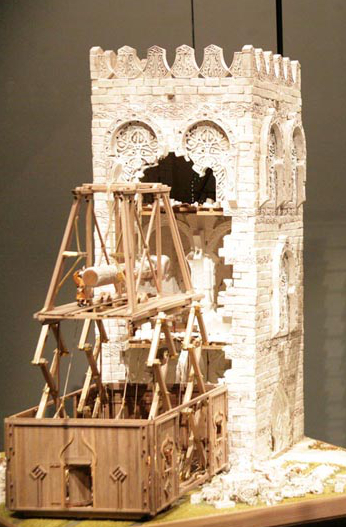
Modello di un "distruttore di fortezze" descritto nel Libro dei segreti risultanti dai pensieri di Ibn Khalaf al-Muradi

## Tecnologia dell'Età moderna

### Rinascimento
Il risveglio della tecnica nel mondo occidentale risale, come è ben noto, al Medioevo. Ma il Quattrocento vede senza dubbio un rapido moltiplicarsi delle ricerche tecniche e soprattutto degli sforzi per applicare i nuovi ritrovati a tutte le attività della vita civile:
- Telaio a tirella: così per esempio l'arte della lana poté trarre notevoli vantaggi dai perfezionamenti meccanici apportati ai telai: un nuovo tipo di essi, il cosiddetto «telaio a tirella» è descritto in un codice quattrocentesco fiorentino dal titolo Trattato dell'arte della seta di autore anonimo.
- Lavorazione del vetro: sempre nuove tecniche vennero pure introdotte nella lavorazione del vetro (concentrate a Murano). E dovevano essere molto preziose, se il governo di Venezia sentì l'esigenza di provvedere con severità a sorvegliarne la segretezza.
- Rivoluzione nella navigazione: è risaputo che già nel Trecento aveva cominciato a diffondersi sulle navi l'uso del timone (comparso sui mari del nord alla fine del XIII secolo); furono però i successivi perfezionamenti di tale utilissimo dispositivo di guida e lo sviluppo delle velature a provocare un'autentica rivoluzione della navigazione. Intanto i progressi della carpenteria rendevano possibile la costruzione di navi da guerra e da trasporto di dimensioni sempre maggiori. Nel contempo si rinnovavano e perfezionavano gli strumenti di bordo: la bussola (già in uso, probabilmente, fin dal XII secolo), il solcometro per la misura delle distanze in navigazione (un nuovo tipo di solcometro fu ideato da Leon Battista Alberti), il batometro per la misura delle profondità, l'astrolabio marittimo (il cui uso è per la prima volta registrato in un documento del 1481), ecc. È sulla base di tutti questi piccoli e grandi progressi tecnici che, a partire dalla fine del Quattrocento, i grandi navigatori potranno realizzare le loro storiche imprese.
- Stampa a caratteri mobili: i primi passi della stampa sono resi possibili dai progressi della metallurgia. Se la xilografia era già in uso nel secolo precedente, e l'impressione con tipi mobili era già nota prima del 1440, l'utilizzazione sistematica di questi tipi si ebbe in Europa solo fra il 1440 e il 1450. Sappiamo con certezza che nel 1447 era in funzione a Magonza una tipografia condotta da Hans Gensfleisch detto Gutenberg e da Johannes Fust: fu essa a stampare le prime opere pervenute fino a noi (qualche verso di un poemetto tedesco sul Giudizio universale e un Calendario per il 1448).

L'attività tecnica ricevette particolare impulso, nel Rinascimento, dal più intenso volgersi alla vita attiva e dal desiderio, che crebbe in alcuni artigiani lungimiranti, di dare una base scientifica e un inquadramento spirituale alla loro attività artigiana, che sinora era stata condotta su un piano del tutto empirico. Questa tendenza è testimoniata da molte opere in volgare, che offrivano nozioni scientifiche e tecniche, derivate particolarmente dall'Antichità classica, «a mastri artigiani, scalpellini, mastri costruttori, dipintori, orefici, ...a loro grande vantaggio». Il passaggio dal Medioevo alla modernità, cioè al Rinascimento, risulta oggi poco chiaro. Soprattutto è difficile riportare ad uno schema unitario il Rinascimento, che fu un'epoca estremamente eterogenea. Anche la storia delle scienze naturali deve riconoscere che la scienza medievale del XIV secolo rivelava sotto molti aspetti caratteristiche moderne, mentre d'altra parte la fisica rinascimentale conservava in alcuni tratti caratteri fortemente medievali: con qualche limitazione, e ciò vale anche per la tecnica.
Fu il bisogno di risolvere problemi pratici che si dimostrò spesso uno stimolo allo sviluppo della scienza e della tecnologia. Il carattere di globalità dell'educazione umanistica e artistica del Rinascimento e l'abitudine diffusa a ragionare in termini analogici favorirono il passaggio di teorie e di tecnologie da un campo di studio all'altro. Le teorie della misurazione topografica, della proiezione matematica, della balistica, della crittografia, della statistica e dell'economia, furono tutte avvantaggiate dai compiti che i governanti affidarono ad artisti e scienziati.
Esempio caratteristico è quello dell'umanista tedesco Agricola (Georg Bauer, 1494-1555) che passò lunghi anni nelle miniere della Sassonia come medico, sfruttando la sua posizione per studiare sia la tecnica mineraria che la geologia. La sua opera più conosciuta, il De re metallica, è un compendio della elaborata tecnica mineraria dell'epoca. In esso e nelle altre opere concernenti la geologia, Agricola rivela la sua rimarchevole capacità di osservazione critica, alla quale si univa uno scetticismo non comune nei confronti delle teorie tradizionali e delle credenze mitiche dei minatori. Le sue teorie sugli effetti della corrosione, sulla forma delle montagne e sull'origine dei depositi di giacimenti minerari, anche se non sempre corrette, precorrevano gli sviluppi posteriori della geologia. Ma forse ancor più importante degli specifici contributi di Agricola alla geologia, alla chimica e alla diffusione della tecnica mineraria è il fatto che egli fosse un eminente rappresentante di un orientamento del pensiero europeo che andava allora acquisendo importanza sempre maggiore, orientamento che si manifestava nella tendenza a interpretare l'universo in termini meccanici, e nel fascino che i meccanismi e le macchine di ogni tipo esercitavano sugli uomini del la fine del Quattrocento e del Cinquecento. Tipiche manifestazioni di questo gusto furono i progetti dei codici leonardeschi e la passione di Carlo V per gli orologi.
Tuttavia, l'influenza dei problemi pratici sullo sviluppo delle idee scientifiche e sulla visione del mondo nel Cinquecento non deve essere sopravvalutata. La tecnologia e la scienza pura avevano punti di contatto, ma di solito si ignoravano reciprocamente, e gli sviluppi raggiunti nelle tecniche di tintura dalla chimica applicata, ad esempio, non ebbero alcuna incidenza sulla chimica pura. Anche allorché considerazioni pratiche si accompagnavano a quelle filosofiche, non è facile determinare la loro rispettiva importanza. Alla fine del secolo, il medico inglese William Gilbert (1540-1603) fece i famosi esperimenti sul magnetismo che lo condussero, tra le molte altre teorie, alla giusta conclusione che la terra stessa fosse un magnete. Sperava che i suoi esperimenti si sarebbero rivelati utili nella navigazione, ritenendo che l'inclinazione dell'ago magnetico potesse indicare la latitudine. Ma è difficile sapere se fu questa conclusione di ordine pratico e, nella fattispecie, errata, il fine dell'indagine di Gilbert, o se essa fu soltanto una conclusione apparentemente utile che egli trasse dalla sua filosofia mistica, in base alla quale egli riteneva che la terra fosse animata dal magnetismo, ricavandone come disse Bacone, «una filosofia dalla magnetite».

#### Le invenzioni di Leonardo
La tendenza rinascimentale a spiegare e plasmare il mondo visibile si rivela particolarmente acuta in Leonardo da Vinci. La sua capacità di rappresentazione, eccezionalmente sviluppata non solo nel campo delle belle arti ma anche proprio in quello della tecnica, la sua familiarità, dovuta alla lunga tradizione artigianale fiorentina, con le proprietà dei materiali e con le possibilità offerte da una loro lavorazione a regola d'arte; il suo sforzo di riconoscere nella natura, mediante prove sperimentali, l'esistenza di semplici leggi matematiche; tutto ciò fece di lui un vero tecnico nel senso moderno della parola. La grandezza di Leonardo va ricercata nel campo artistico ed in quello delle costruzioni tecniche, non in quello scientifico, dove egli lascia scorgere ampi addentellati con l'Antichità classica e il Medioevo. Leonardo disegnò complesse macchine da guerra, che tuttavia rimasero tutte sulla carta. Ma sia egli che Michelangelo servirono la loro città natale, Firenze, come ingegneri militari, e principi e governi assumevano matematici per disegnare carte accurate, migliorare la loro artiglieria, inventare cifrari per la loro corrispondenza diplomatica o per supervisionare le loro zecche.
Gli innumerevoli progetti tecnici, che superavano di gran lunga i tempi, certamente per la maggior parte non furono realizzati da Leonardo; alcuni non sarebbe neppure stato possibile eseguirli con i mezzi di allora, e anche in epoche successive restarono celati nell'immenso tesoro dei manoscritti leonardeschi, in cui ben pochi avevano potuto guardare nel XVI secolo.
- Ingegneria meccanica: nel campo della meccanica Leonardo fece le invenzioni più impreviste e più disparate. Eccone un breve elenco:[11] torni per filettare, macchine per fabbricare viti, intagliatrici per lime, dispositivi per il taglio della madrevite, seghe a lame parallele, smerigliatrici, perforatrici per tubi di legno, trivelle per ricerche idriche, affilatrici per aghi a punta ogivale, macchine per levigare superfici di specchi metallici piani, a debole curvatura, catene snodate di trasmissione per tutti gli usi, valvole, cambi di velocità, sospensioni cardaniche, ecc. Tra le macchine progettate da Leonardo, l'unica di cui vi sia testimonianza del fatto che sia stata da lui realizzata, è un contatore idraulico[45] fatto costruire da un artigiano di Domodossola intorno al 1510 e inviato al mercante e umanista Bernardo Rucellai a Firenze, probabilmente per la sua tenuta di Quaracchi.
- Macchine tessili: nel ramo delle macchine tessili Leonardo dedicò una particolare attenzione. Le sue invenzioni furono così rivoluzionarie che quasi sempre non vennero comprese e apprezzate dai contemporanei. Accadde così che alcune di esse furono "reinventate" a distanza di qualche secolo, fecero la fortuna del nuovo inventore e sono tuttora ricordate col di questo. Egli disegnò, fra l'altro, macchine per torcere, il modello di fuso ad aletta che è tuttora in uso, il "distributore del filo" (che fu reinventato nel 1794), binatrici e ritorcitrici, telai meccanici, garzatrici continue e intermittenti, cimatrici e, persino, cimatrici adatte alla forma dei berretti.[11]
- Ingegneria militare: Leonardo si occupò di opere militari soprattutto in due periodi della sua vita: mentre era alla corte sforzesca di Milano, dal 1482 al 1499, e mentre era al servizio di Cesare Borgia, in Romagna, dal 1502 al 1503. Tra le sue invenzioni belliche ci sono, una bombarda con proiettili esplosivi, un cannone a tre serie di bocche da fuoco, l'architronito, un carro armato, una antenata della moderna mitragliatrice, un sistema di caricamento dei cannoni dalla parte posteriore (retrocarica), e un dispositivo per l'accensione automatica della miccia negli archibugi e nelle pistole.[11]
- Ingegneria navale: Leonardo si occupò di tecnica navale quando, dopo la caduta di Ludovico il Moro, soggiornò per qualche tempo a Venezia; fra le invenzioni in questo campo ci sono, una imbarcazione con propulsione a pale, una tenuta da palombaro e pinne da applicare alle mani per il nuoto subacqueo (Leonardo progettò anche un sommergibile con doppio scafo; in esso la struttura delle fiancate permetteva l'immersione e l'emersione, come nei sommergibili moderni), e una draga escavatrice per la pulizia del fondo dei canali.[11]
- Ingegneria aeronautica: si ricordano il paracadute, la macchina volante, e la «vite aerea».

Immagini di alcune delle invenzioni di Leonardo:

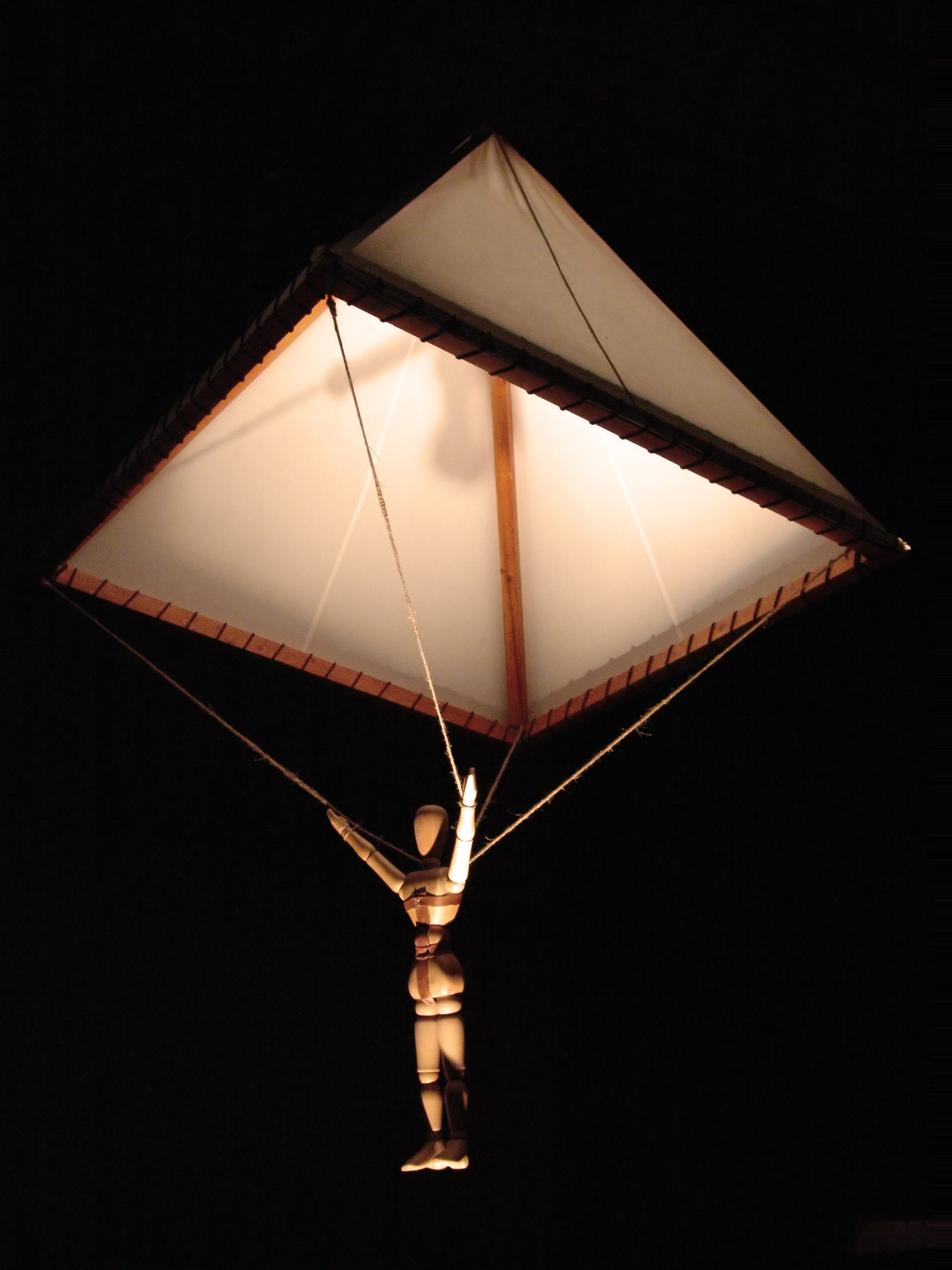
Il paracadute, secondo il progetto di Leonardo.
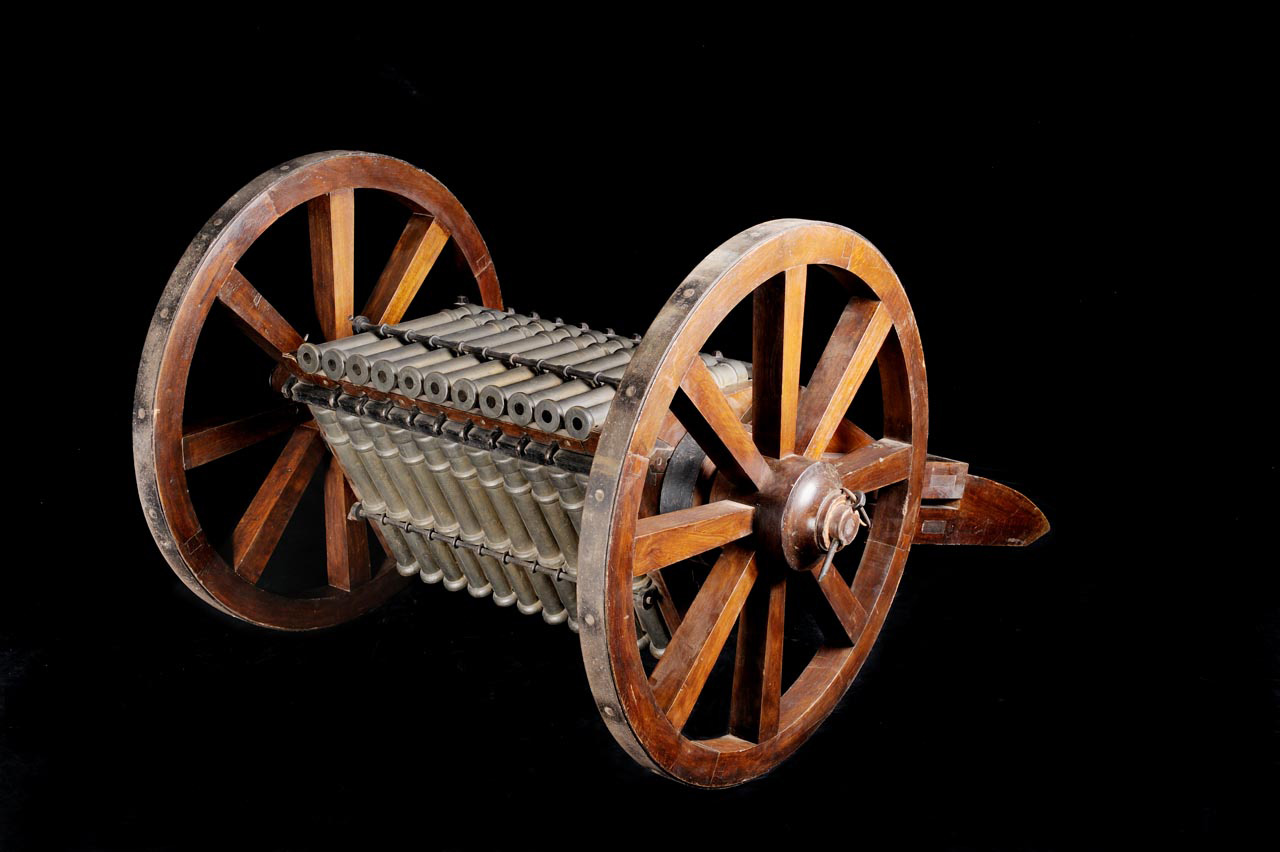
Un cannone a tre serie di bocche da fuoco: in totale 33 canne, disposte sulle tre facce di un prisma triangolare ruotante: scaricata una serie, si poteva, immediatamente dopo, fare fuoco con l'altra che si era caricata nel frattempo.
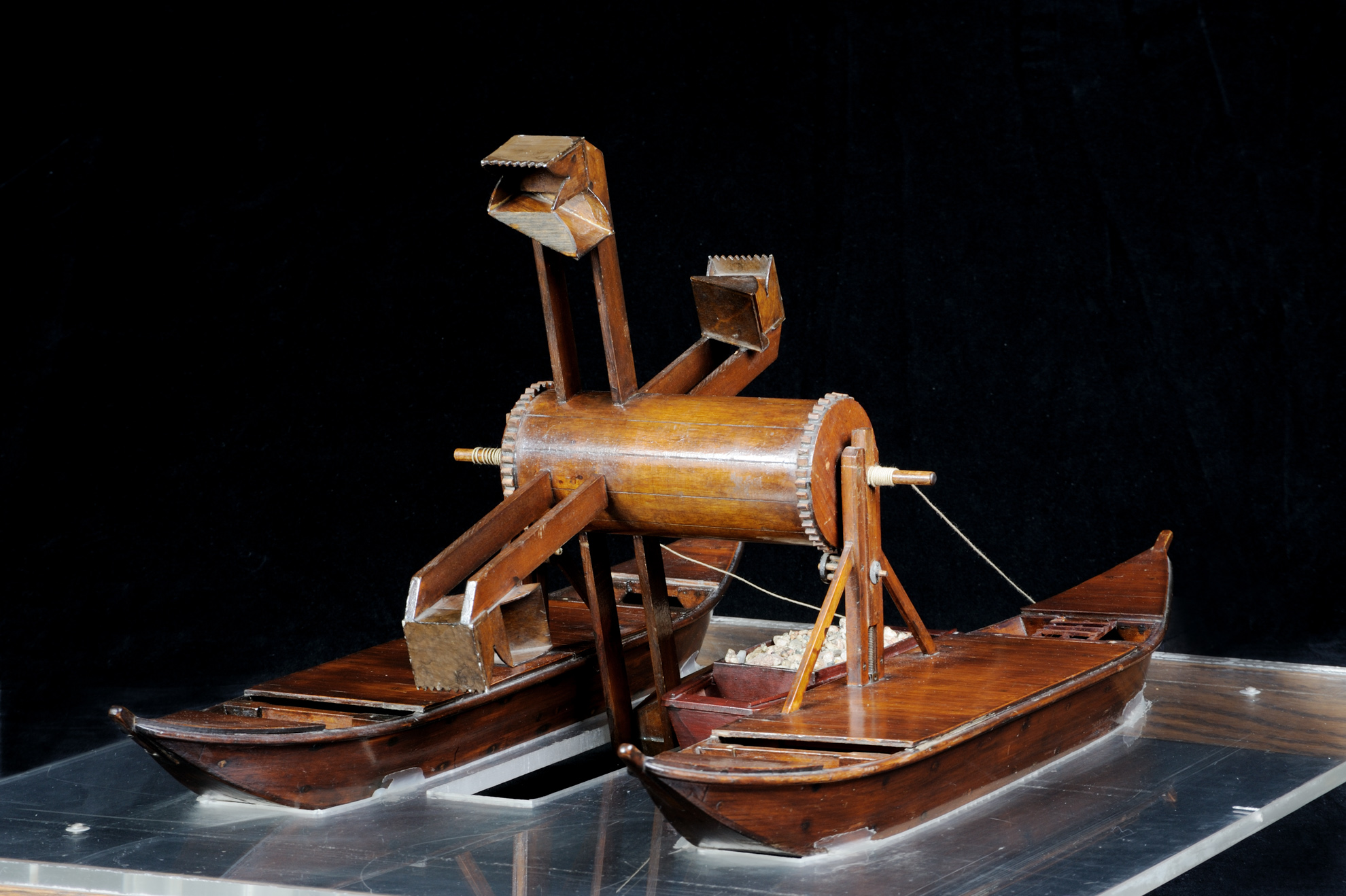
Una draga escavatrice per la pulizia del fondo dei canali; le casse scavatrici agivano in continuazione e riversavano automaticamente il materiale raccolto in un apposito cassone.
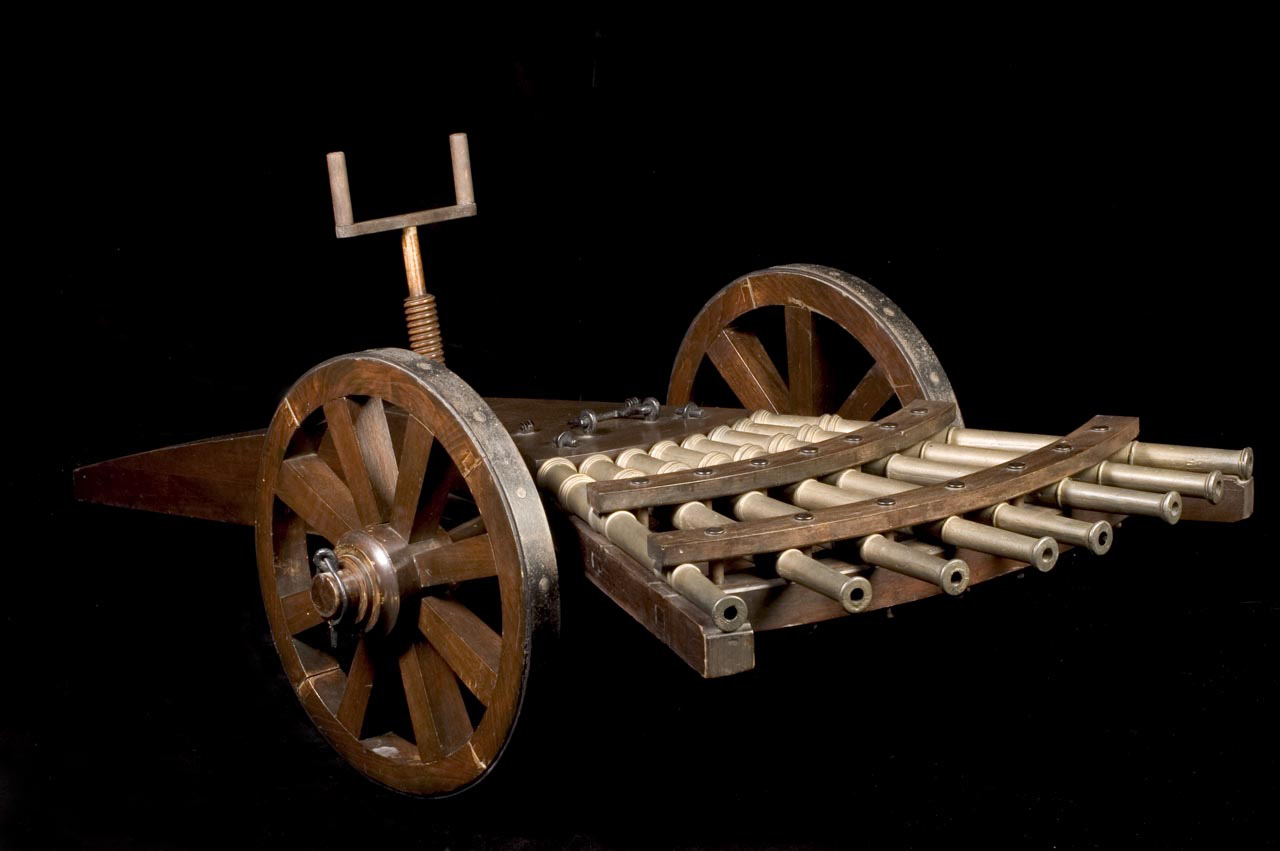
Una antenata della moderna mitragliatrice. Leonardo si studiò di aumentare l'intensità di fuoco delle armi leggere; egli previde sia il funzionamento in serie di numerose bocche da fuoco montate su un solo affusto, sia l'uso di proiettili minuti o esplosivi che, caricati in una sola canna, si spargevano dopo lo sparo.
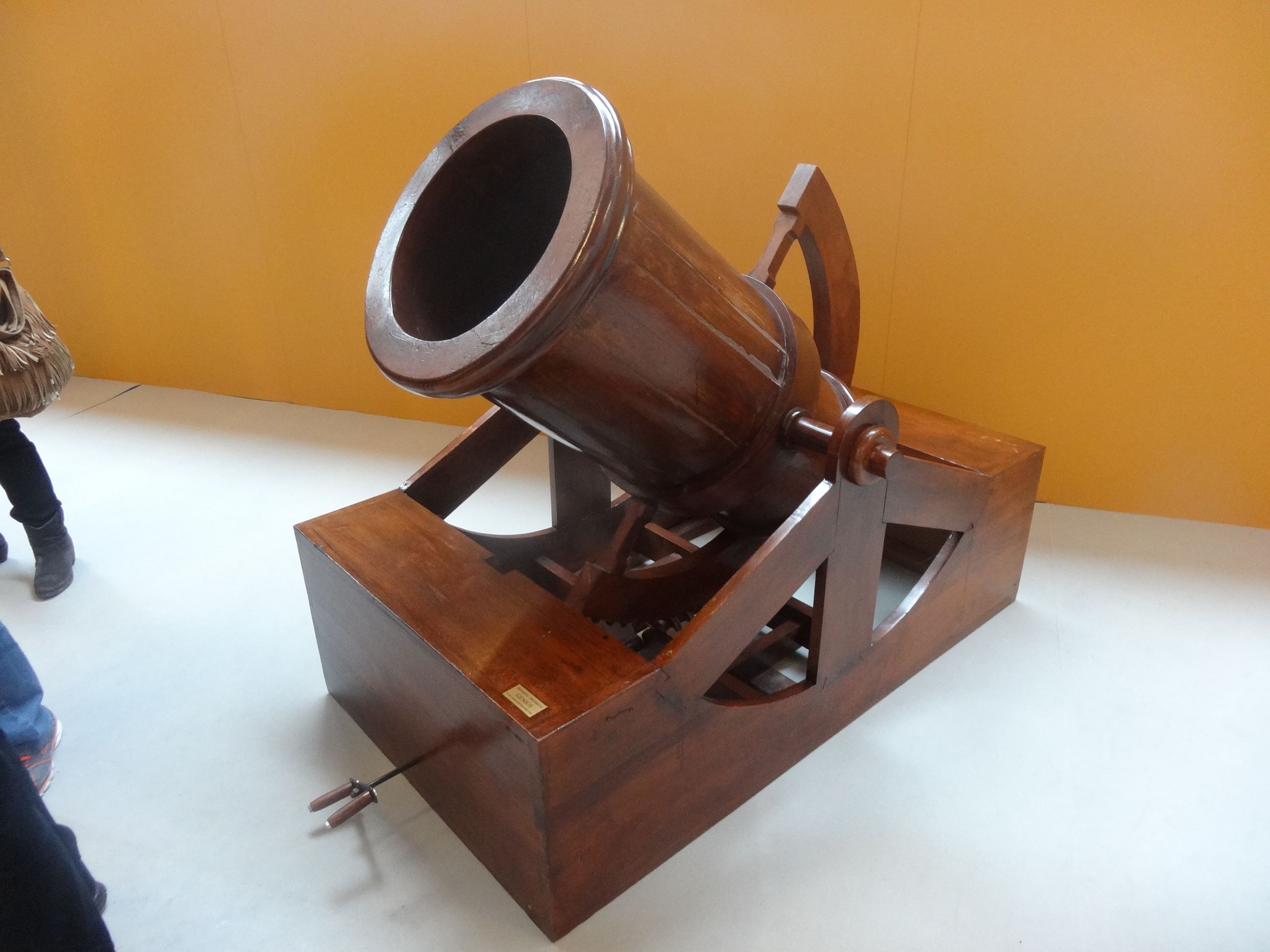
Bombarda con proiettili esplosivi. Questa invenzione era una assoluta innovazione nel campo dell'artiglieria.
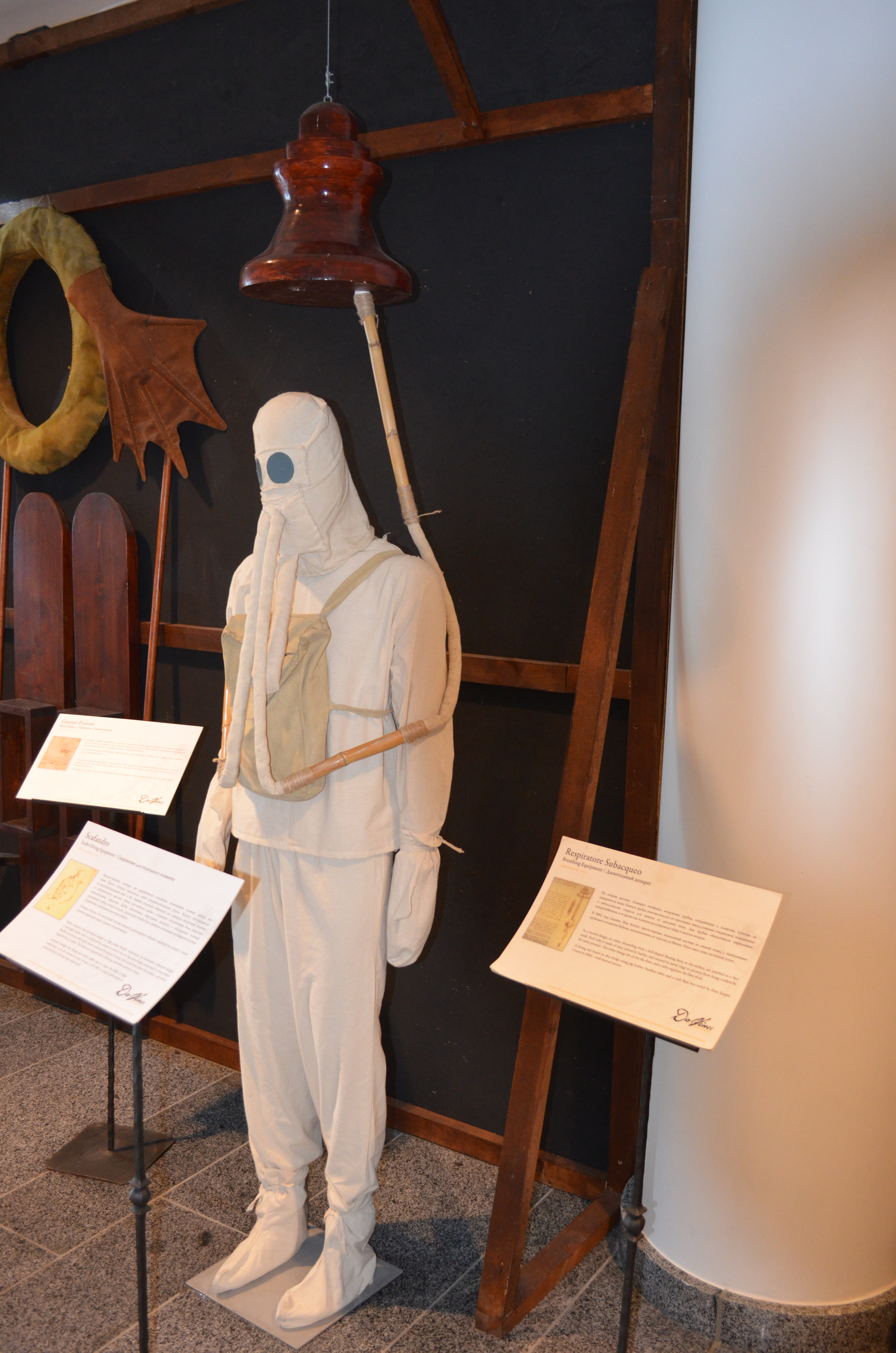
Tenuta da palombaro.
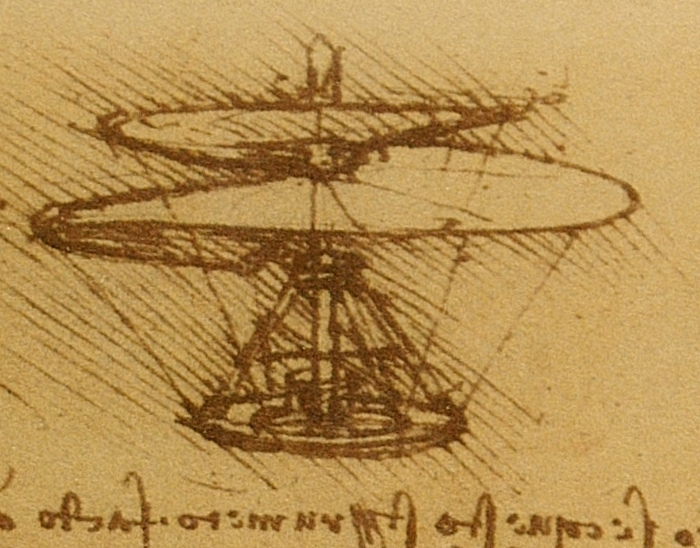
La «vite aerea». Quattro uomini, puntando i piedi sulla piattaforma centrale dovevano fare forza sulle sbarre fissate all'albero verticale; in questo modo avrebbero fatto girare su se stesse l'immensa, leggerissima "vite" di dieci metri di diametro; facendo "presa" nell'aria essa avrebbe fatto innalzare l'intera macchina.
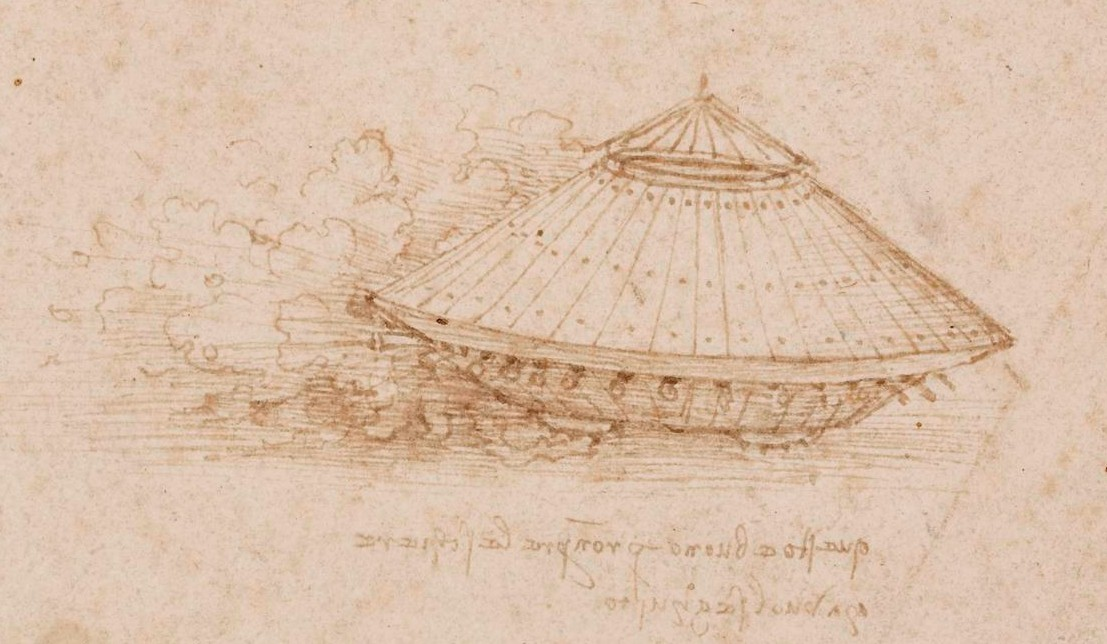
Il carro armato ideato da Leonardo. La locomozione era ottenuta dalla forza di uomini che, stando all'interno, azionavano delle manovelle collegate alle ruote per mezzo di ingranaggi.

#### Medicina rinascimentale
In campo medico, uno dei più importanti progressi del Cinquecento sul piano pratico, la cura delle ferite da arma da fuoco, introdotta da Ambroise Paré, a base di unguenti freddi invece della tradizionale applicazione di olio bollente (1537), non ebbe né una giustificazione teorica, né alcuna conseguenza sulla teoria medica.

### La Rivoluzione scientifica

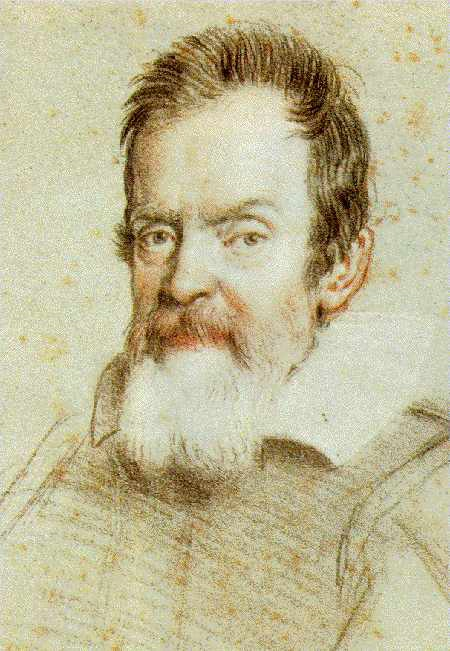
Ritratto di Galileo Galilei eseguito da Ottavio Leoni

Il periodo che va dal 1543, anno della pubblicazione del De revolutionibus orbium coelestium di Niccolò Copernico, al 1687, anno di pubblicazione dei Philosophiae naturalis principia mathematica di Isaac Newton, viene generalmente indicato come periodo della "rivoluzione scientifica". La rivoluzione scientifica è un portentoso movimento di idee che, a partire dall'opera di Copernico e Keplero, acquista nel Seicento i suoi caratteri qualificanti nell'opera di Galileo, trova i suoi filosofi - per aspetti differenti - in Bacone e Cartesio, ed esprime la sua più matura configurazione nell'immagine newtoniana dell'universo orologio. Negli anni che corrono tra Copernico e Newton muta l'immagine dell'universo, ma cambiano anche le idee sulla scienza, sul lavoro scientifico e sulle istituzioni scientifiche, sui rapporti tra scienza e società e tra sapere scientifico e fede religiosa.
La formazione di un nuovo tipo di sapere che necessita del continuo controllo dell'esperienza, richiede un nuovo tipo di dotto che non è né il mago né l'astrologo né il professore medievale commentatore di testi antichi; il nuovo dotto è lo scienziato sperimentale moderno, il quale usa strumenti sempre più precisi, e che riesce a fondere la "teoria" con la "tecnica"; è il ricercatore che convalida teorie con esperimenti effettuati tramite operazioni strumentali con e su oggetti. È stato sostenuto che la scienza moderna sarebbe nata presso gli artigiani e poi sarebbe stata ripresa dagli scienziati. Alla domanda «chi ha creato la scienza?» la risposta più plausibile è quella di Alexandre Koyré: sono stati gli scienziati a creare la scienza ma questa si sviluppò perché trovò una base tecnologica di macchine e strumenti. Il nesso tra teorie e pratica, tra sapere e tecnica rende conto di un ulteriore fenomeno che accompagna la nascita e lo sviluppo della scienza moderna, e cioè della crescita della strumentazione. Nel corso della rivoluzione scientifica gli strumenti entrano con funzione conoscitiva dentro alla scienza: la rivoluzione scientifica sancisce la legalità degli strumenti scientifici.
Il rapporto tra scienza e tecnologia è un fenomeno che si è creato solo di recente; fino a tutto il Cinquecento la scienza e la tecnologia erano campi totalmente separati. Quando Bacone, all'inizio del Seicento, li mise in connessione fra loro, fu un'idea rivoluzionaria. Questo rapporto si strinse durante il Seicento e il Settecento, e fu solo durante l'Ottocento che il legame diventò inscindibile - a differenza dell'epoca premoderna, durante la quale la maggior parte dei governanti non finanziavano la ricerca sulla natura dell'universo allo scopo di sviluppare nuove tecnologie. Come detto, in epoca premoderna, lo sviluppo di nuove tecnologie, casualmente, era condotto da qualche artigiano, che poteva non avere istruzione e che procedeva per tentativi (non sistematicamente). Un esempio, dice Harari, è la tecnologia militare: solo nel XV secolo - circa seicento anni dopo l'invenzione della polvere da sparo in Cina - i cannoni diventarono un fattore decisivo sui campi di battaglia dell'Afro-Asia. Ci volle tutto questo tempo perché la polvere da sparo comparve in un tempo in cui ne re, ne i sapienti, ne i mercanti ritenevano che una nuova tecnologia militare potesse salvarli o arricchirli. La situazione cominciò a cambiare nel XV e nel XVI secolo, ma passarono altri duecento anni prima che i governanti manifestassero interesse nel finanziare la ricerca e lo sviluppo di nuovi armamenti. Scienza, industria e tecnologia militare cominciarono a intrecciarsi soltanto con l'avvento del sistema capitalistico e con la prima Rivoluzione industriale.

### La prima Rivoluzione industriale
La prima rivoluzione industriale nasce in Inghilterra nel Settecento a causa dell'aumento demografico. Questo porterà ad una richiesta sempre maggiore. Per rispondere a questa esigenza verranno create nuove macchine per la tessitura (spoletta, spinning Jenny, water-frame), che verranno usate nelle fabbriche, che erano appena nate. Nelle industrie c'era sempre più bisogno di combustibili, ma la legna non bastava: si iniziò così ad estrarre dalle miniere il carbon fossile. Ma fu la scoperta dell'energia del vapore che rivoluzionò completamente la tecnologia e la società dell'epoca. Grazie a questa scoperta venne creata la prima macchina a vapore, la locomotiva a vapore, le prime ferrovie e i battelli a vapore che rivoluzioneranno il sistema dei trasporti.

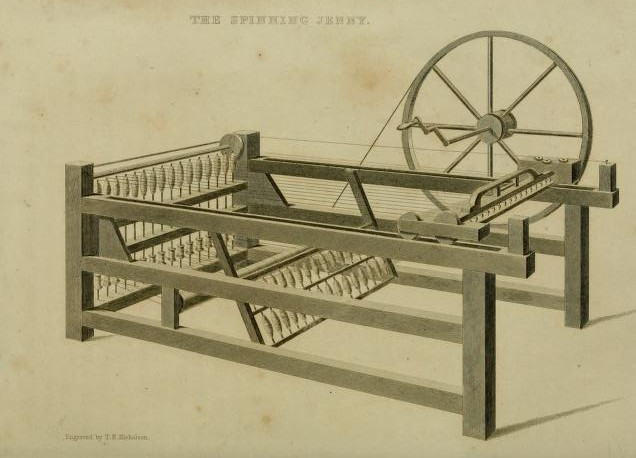
Spinning Jenny
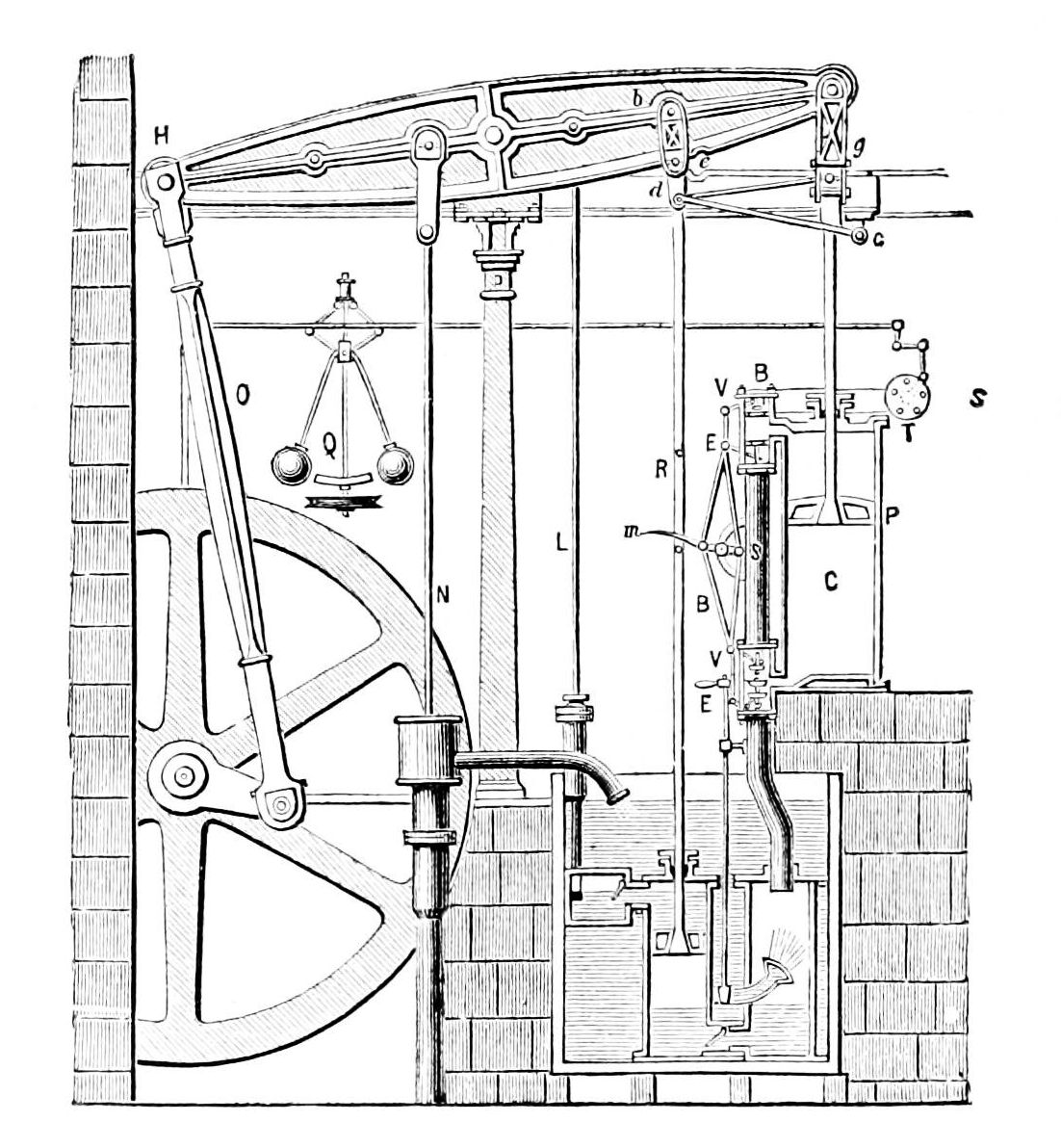
Macchina a vapore
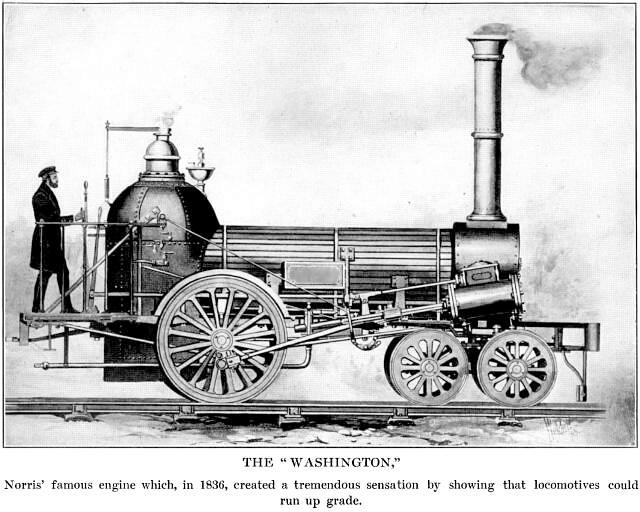
Locomotiva a vapore

## Tecnologia contemporanea

### La seconda Rivoluzione industriale
Dalla seconda metà del 1800 agli inizi del 1900 si ebbe un periodo di grandi innovazioni in campo industriale, scientifico, tecnologico e medico: la Seconda rivoluzione industriale.
Nel settore dei trasporti fu inventato il motore a scoppio e nacque di conseguenza l'automobile a benzina, furono ampliate notevolmente le ferrovie, vennero costruiti i primi transatlantici (grosse navi che attraversavano l'Atlantico), nacque il dirigibile e nel 1903 venne fatto volare il primo biplano.
Quanto alle materie prime il carbone fu sostituito dal petrolio come combustibile principale e il ferro dall'acciaio come principale materiale da costruzione, molto più malleabile e resistente che permise la costruzione di grandi opere, come la Torre Eiffel. Per l'estrazione del petrolio vennero costruiti i primi pozzi di estrazione.
Un'innovazione importantissima fu l'uso dell'energia elettrica e l'invenzione della lampadina (Thomas Edison) grazie alla quale fu possibile l'illuminazione di abitazioni, strade, luoghi pubblici e di lavoro, permettendo alle fabbriche di rimanere aperte anche di notte. Nelle industrie si ebbero delle migliorie come l'invenzione di macchinari ad energia elettrica e l'utilizzo della chimica per la produzione di carta, vetro, saponi, coloranti, fibre tessili, cemento, esplosivi (nel 1867 Alfred Nobel inventò la dinamite) e concimi.
In ambito medico fu inventato lo stetoscopio, apparecchio che permette di ascoltare i battiti del cuore, l'anestesia tramite l'utilizzo di etere e cloroformio, i vaccini e furono scoperti i raggi X che vennero utilizzati per diagnosi interne. Tutte queste invenzioni portarono l'aspettativa di vita ad aumentare da 35 a 75 anni.

Altre importanti invenzioni furono il telegrafo, la radio (1895), da parte di Guglielmo Marconi, le comunicazioni via radio, la nascita della fotografia in bianco e nero nel 1826 e di quella a colori nel 1867 e la produzione da parte dei fratelli Lumière del primo film facendo nascere il cinema.

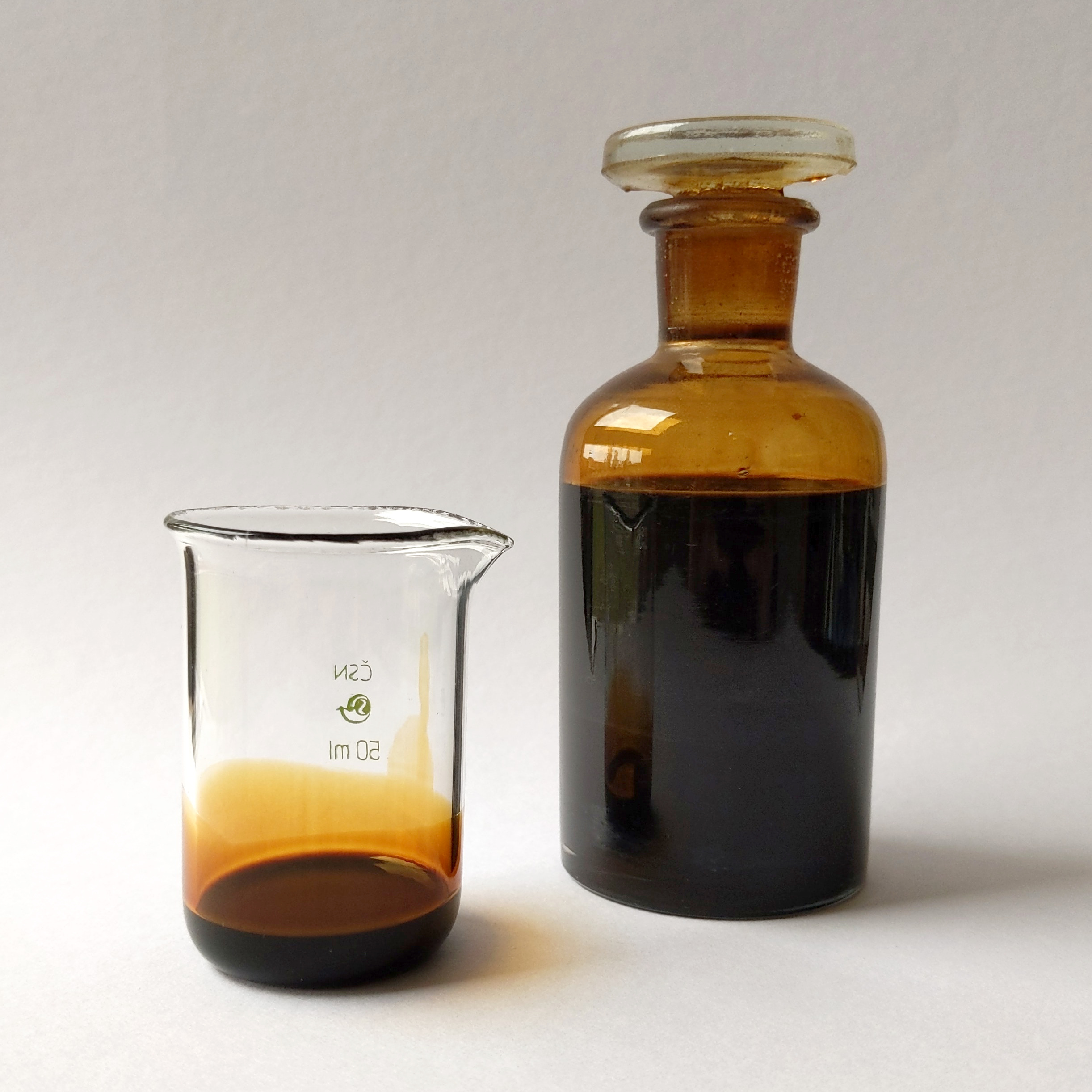
Petrolio
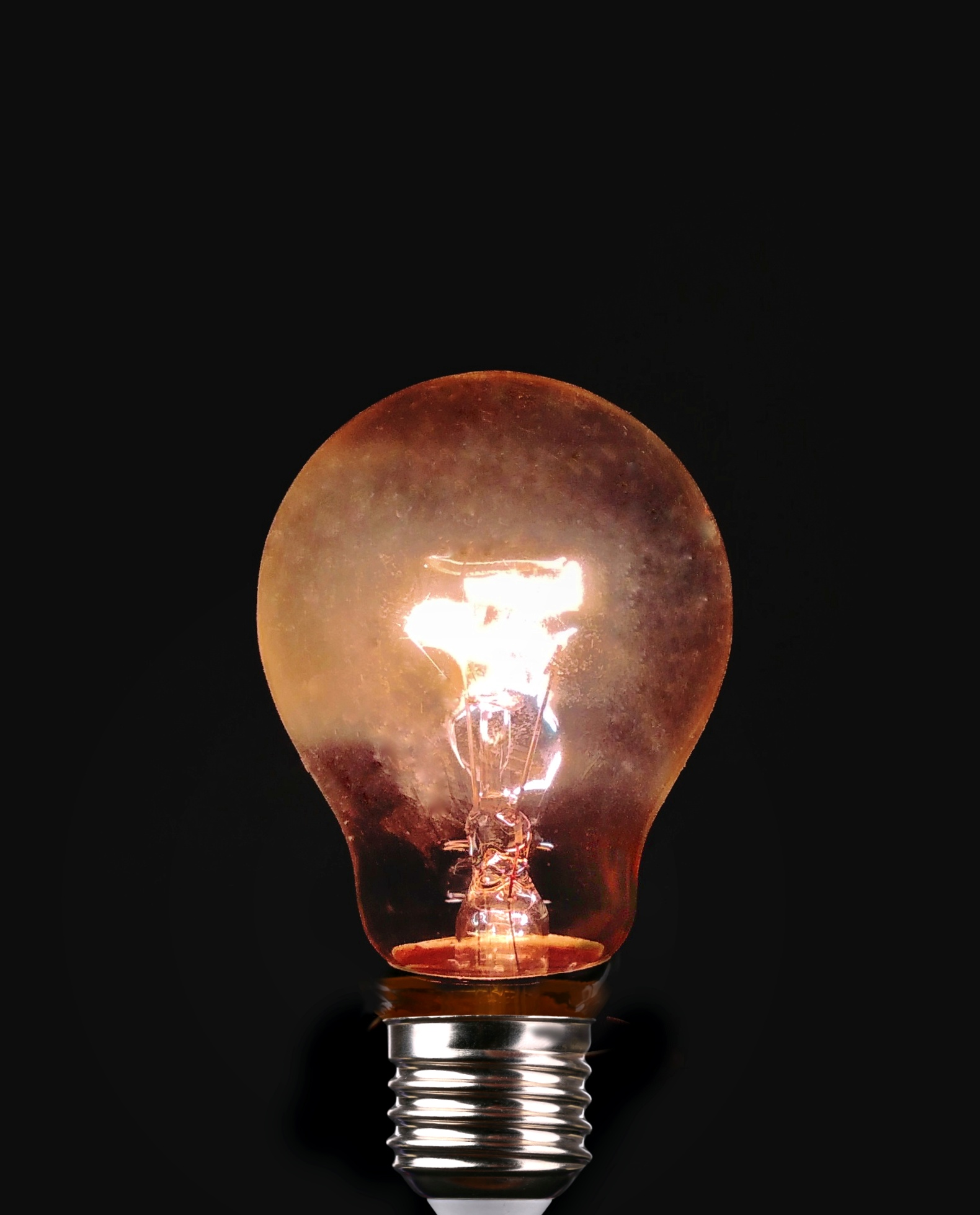
Lampadina
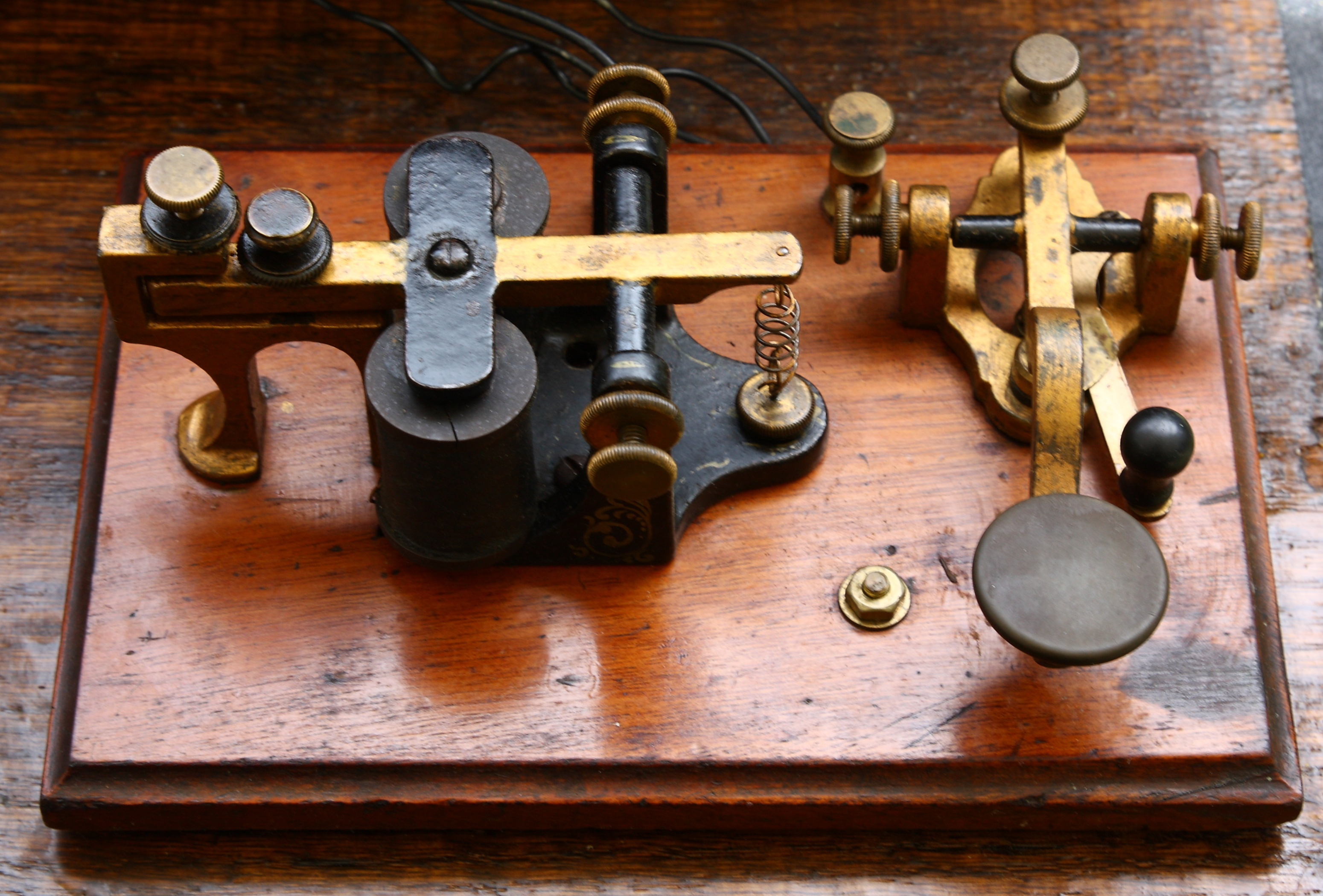
Telegrafo
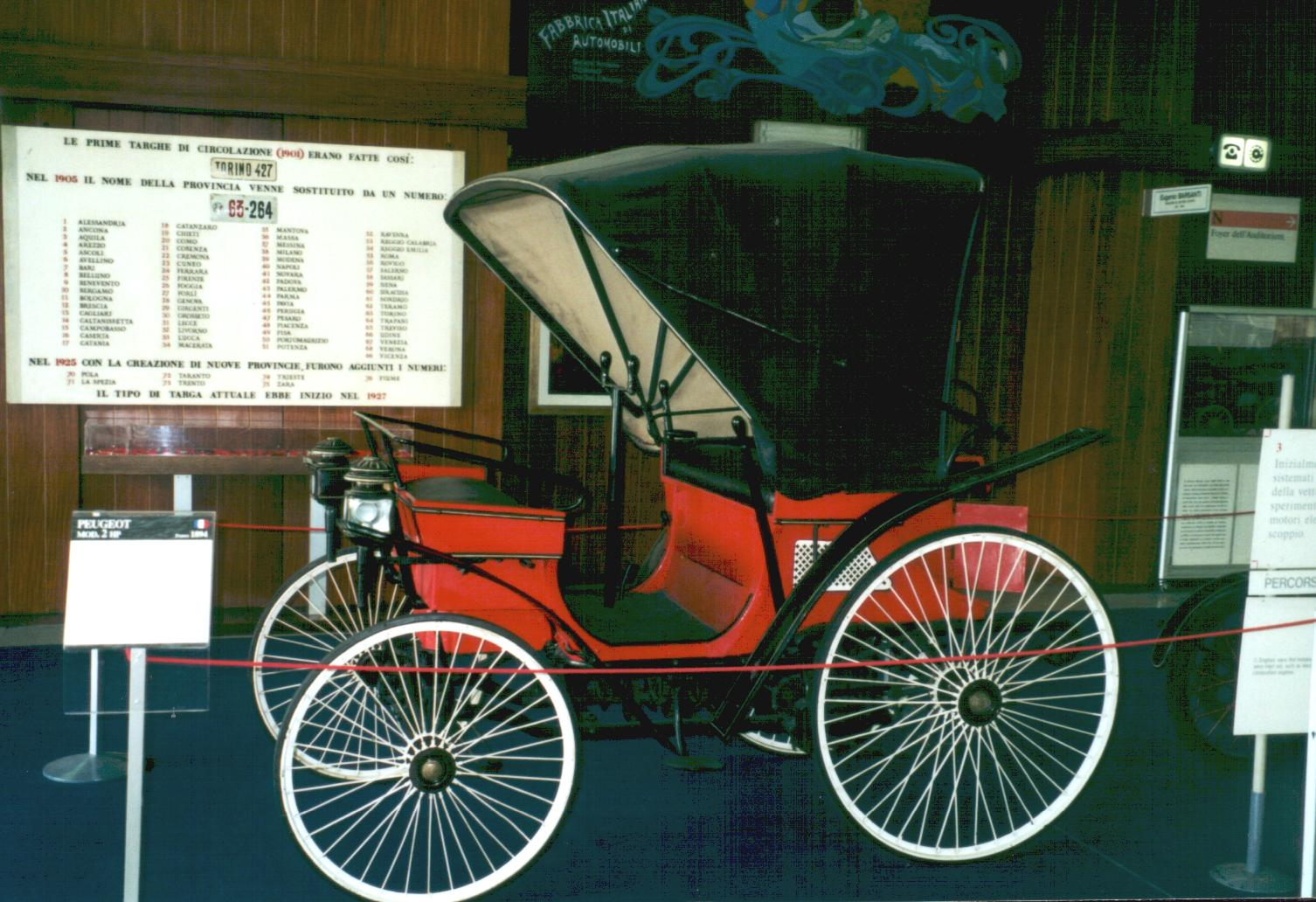
Una delle prime automobili, molto diversa da quelle che conosciamo oggi
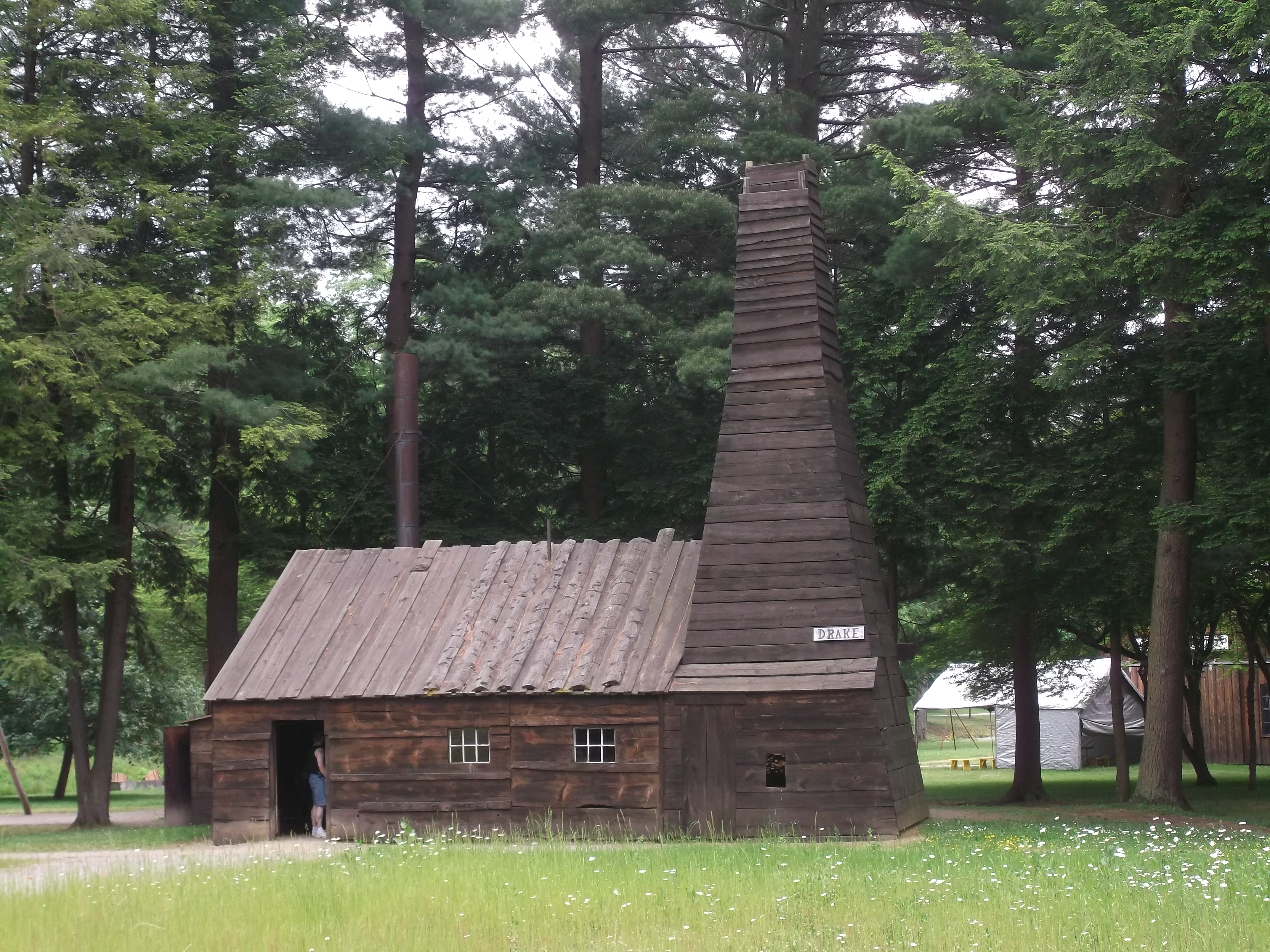
Il primo pozzo per l'estrazione del petrolio di Drake Well.
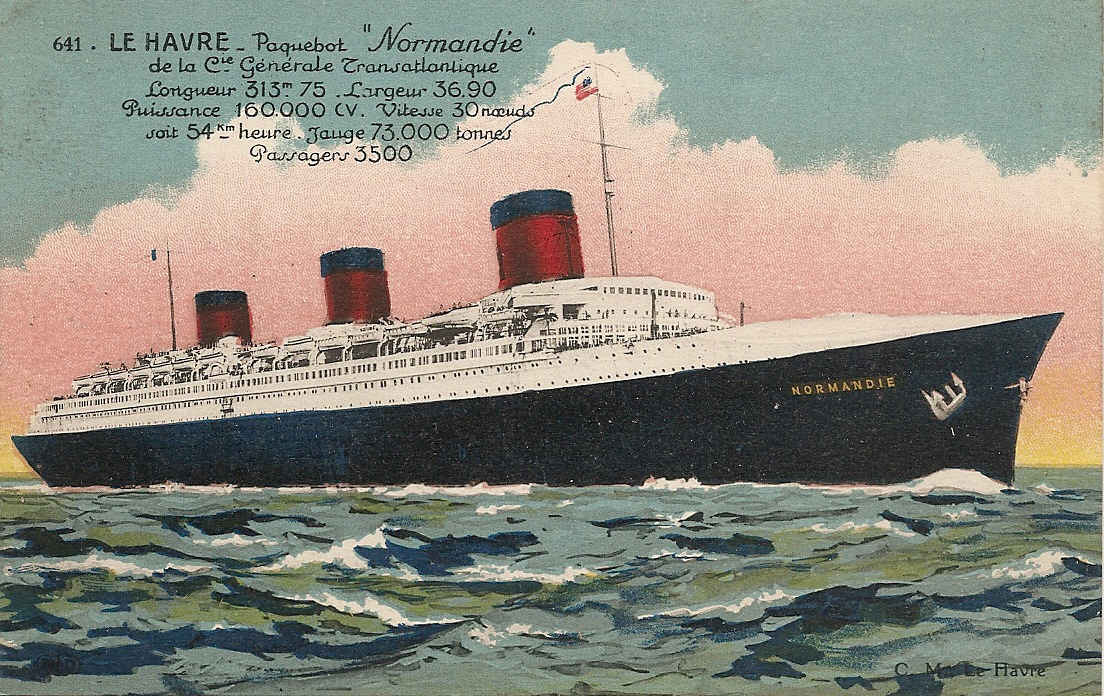
Cartolina del transatlantico Normandie.

### Le due Guerre Mondiali
Durante le due Guerre Mondiali si ebbero delle innovazioni tecnologiche belliche: aerei bombardieri, armi chimiche, carri armati, sottomarini, RADAR ed infine la bomba atomica che portò alla nascita di tutte le altre armi nucleari e delle centrali nucleari per la produzione di energia elettrica.

### La terza Rivoluzione industriale
Con Terza rivoluzione industriale si intendono tutti i cambiamenti tecnologici, economici, industriali e sociali avvenuti in occidente dal dopoguerra (anni '50) ad oggi.
Dopo la fine della Seconda guerra mondiale (1939-1945), Stati Uniti e Unione Sovietica iniziarono ad avere tra loro un rapporto di tensione e competizione. Questo porto all'inizio della corsa allo spazio, che porterà alla creazione del primo satellite artificiale (Sputnik, 1957) da parte dei sovietici, al primo uomo in orbita (Yuri Gagarin, 1961) sempre dei sovietici e del primo uomo sulla Luna nel 1969 da parte degli Stati Uniti. Dagli anni Settanta in poi vi sono stati numerosi lanci di satelliti usati per vari scopi: studio ed esplorazione dello spazio e applicativi (ad esempio telecomunicazioni, meteorologia, militari, gps, ecc.)
Nella seconda metà del XX secolo la diffusione della radio, della televisione, dei primi computer e del telefono cambieranno molti aspetti della vita delle persone, dal lavoro, alla vita familiare. Negli anni Sessanta viene creata ARPANET, la prima rete, antenata di Internet. Internet è una rete di computer e server connessi fra loro che permette agli utenti di fare tantissime attività online: giocare ai videogiochi, messaggiare, fare ricerche (informazioni, immagini, notizie, meteo, ecc.) tramite i browser, installare applicazioni per vari scopi, prenotare appuntamenti, comprare e vendere merce e molto altro ancora . Internet inizia a diffondersi negli anni Novanta. Inizialmente Internet era presente solo sui computer, e quindi relativamente limitato, ma con l'invenzione dei portatili, dei tablet e degli smartphone e la loro diffusione negli anni 2000, Internet conoscerà il suo più grande boom.
In questo periodo si ha un aumento e un miglioramento notevole dei mezzi di trasporto (autoveicoli, moto, scooter, aerei, ecc.). Ci si pone il problema dell'inquinamento causato dall'utilizzo dei combustibili fossili sia nelle industrie sia per i trasporti: si cerca quindi di sostituire le fonti non rinnovabili con quelle rinnovabili. A questo scopo vengono create dighe, pale eoliche, pannelli fotovoltaici e nascono le automobili elettriche.

Nelle industrie le attività della catena di assemblaggio che prima venivano svolte dagli operai adesso vengono svolte da robot industriali, che portano ad una produzione molto più rapida ed efficace.

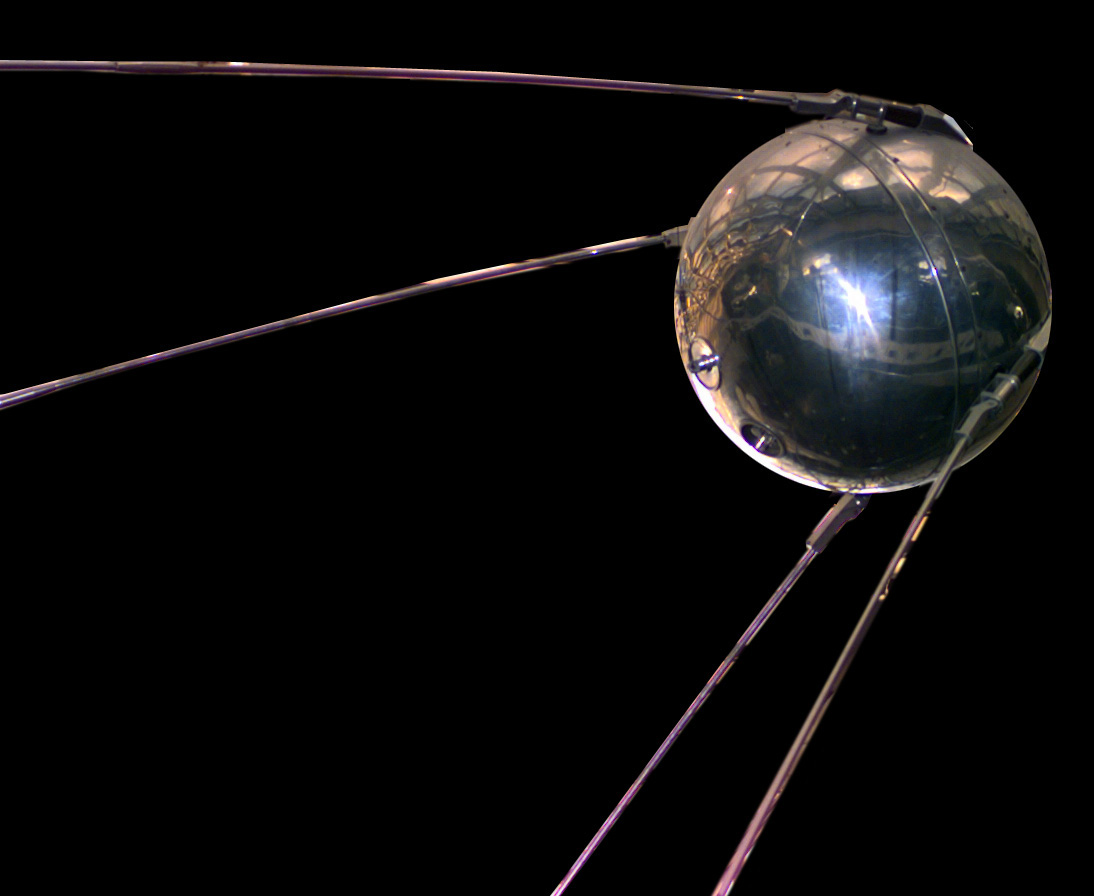
Sputnik
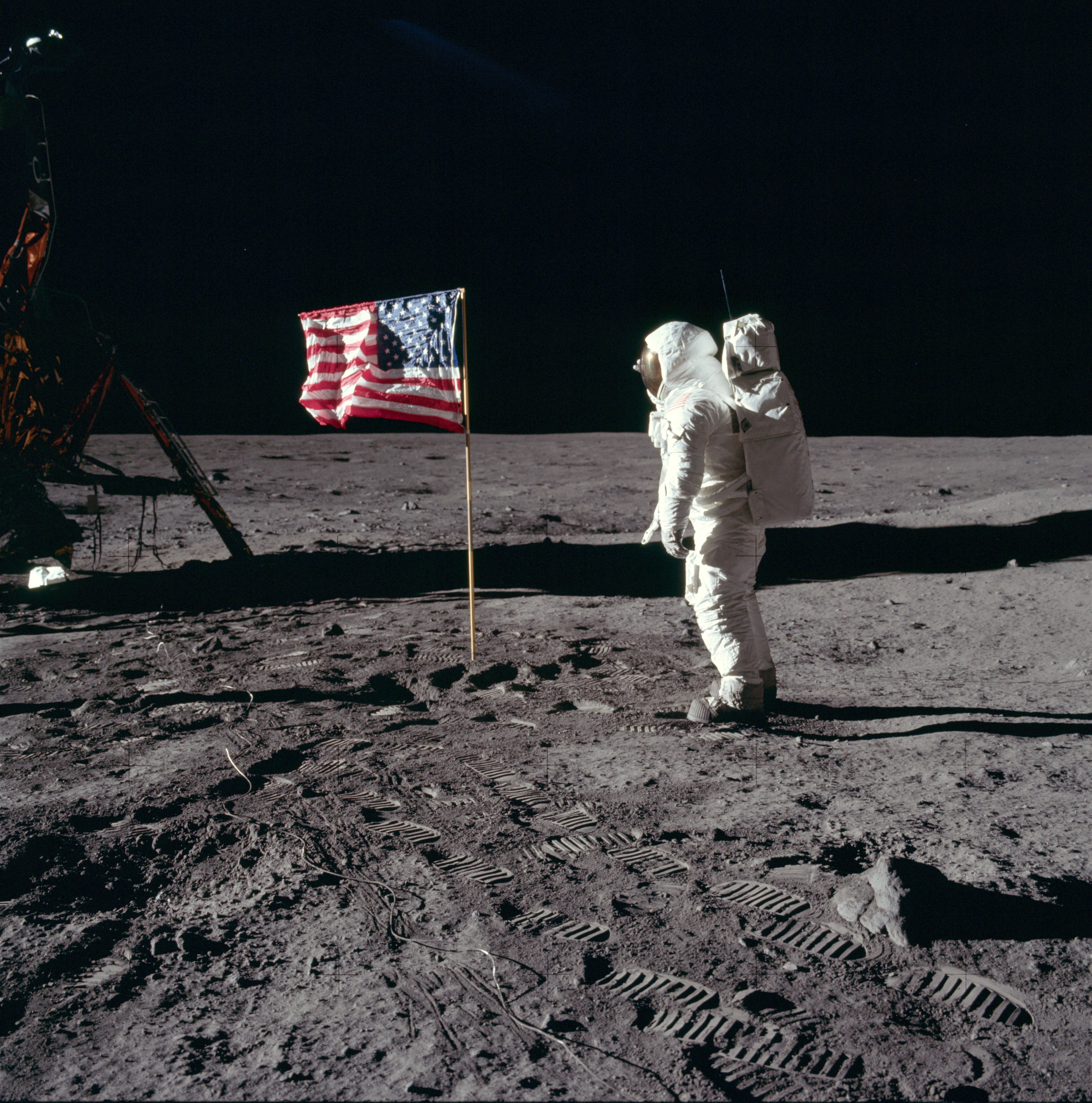
Sbarco sulla Luna
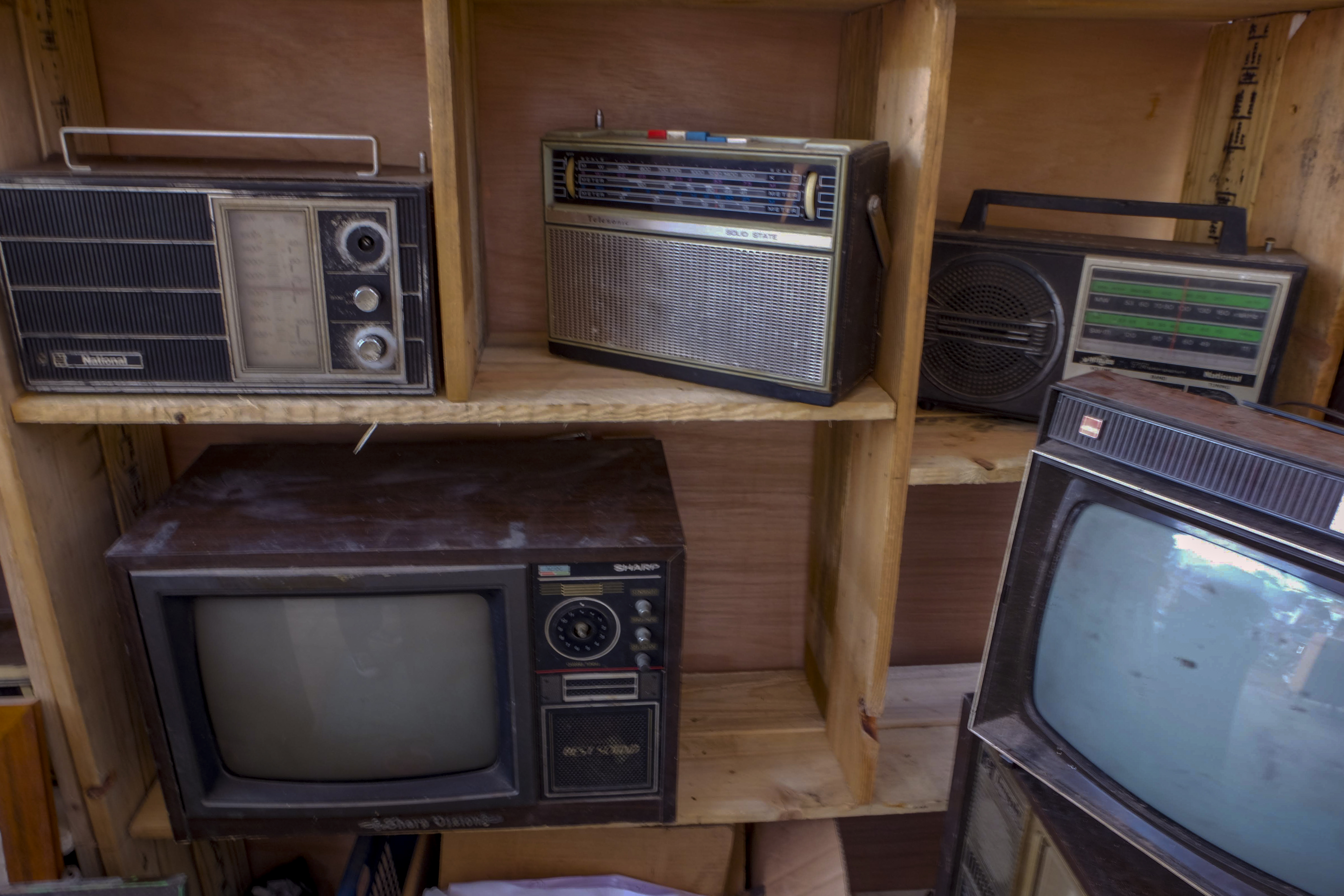
Tv e radio d'epoca
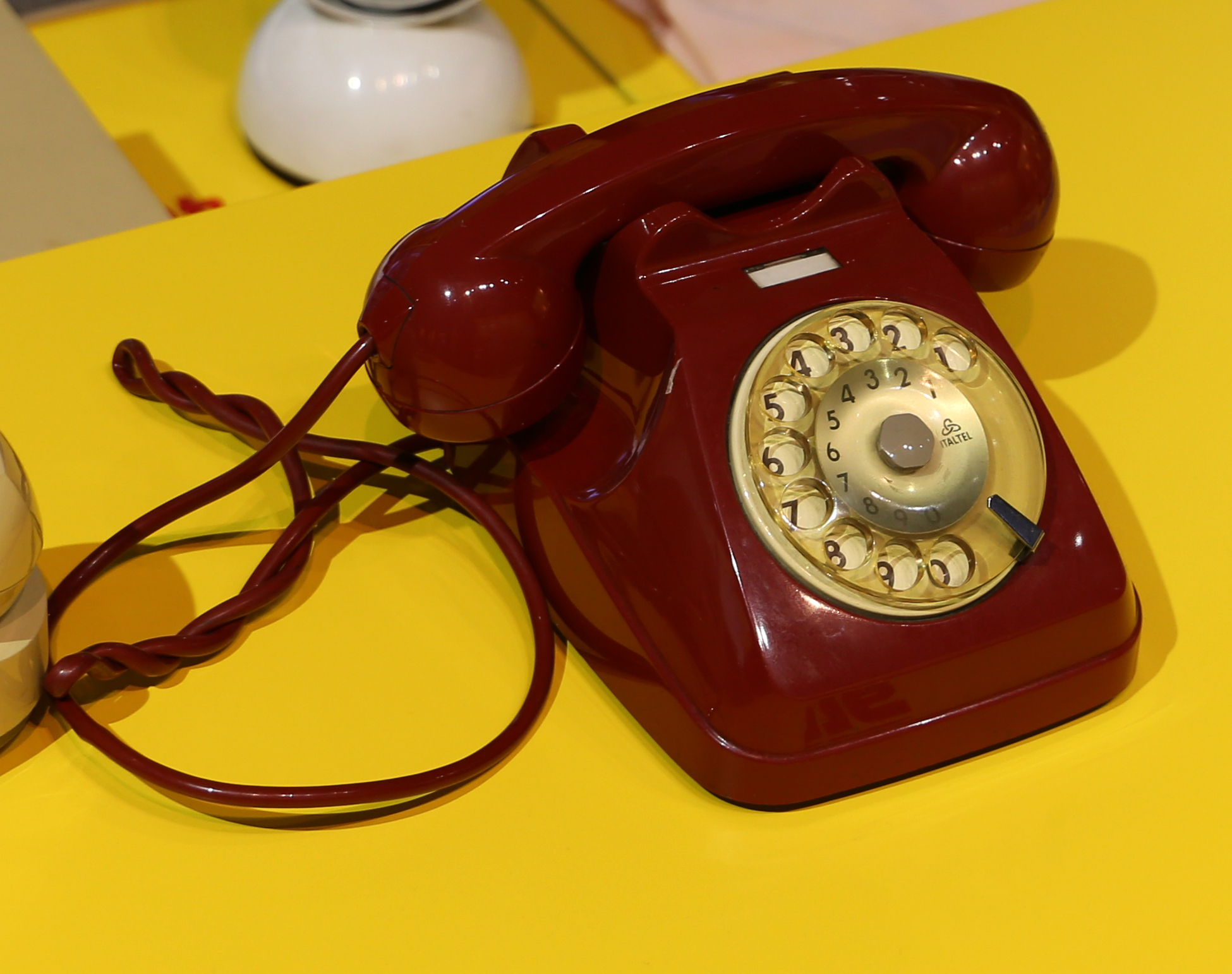
Telefono rotante
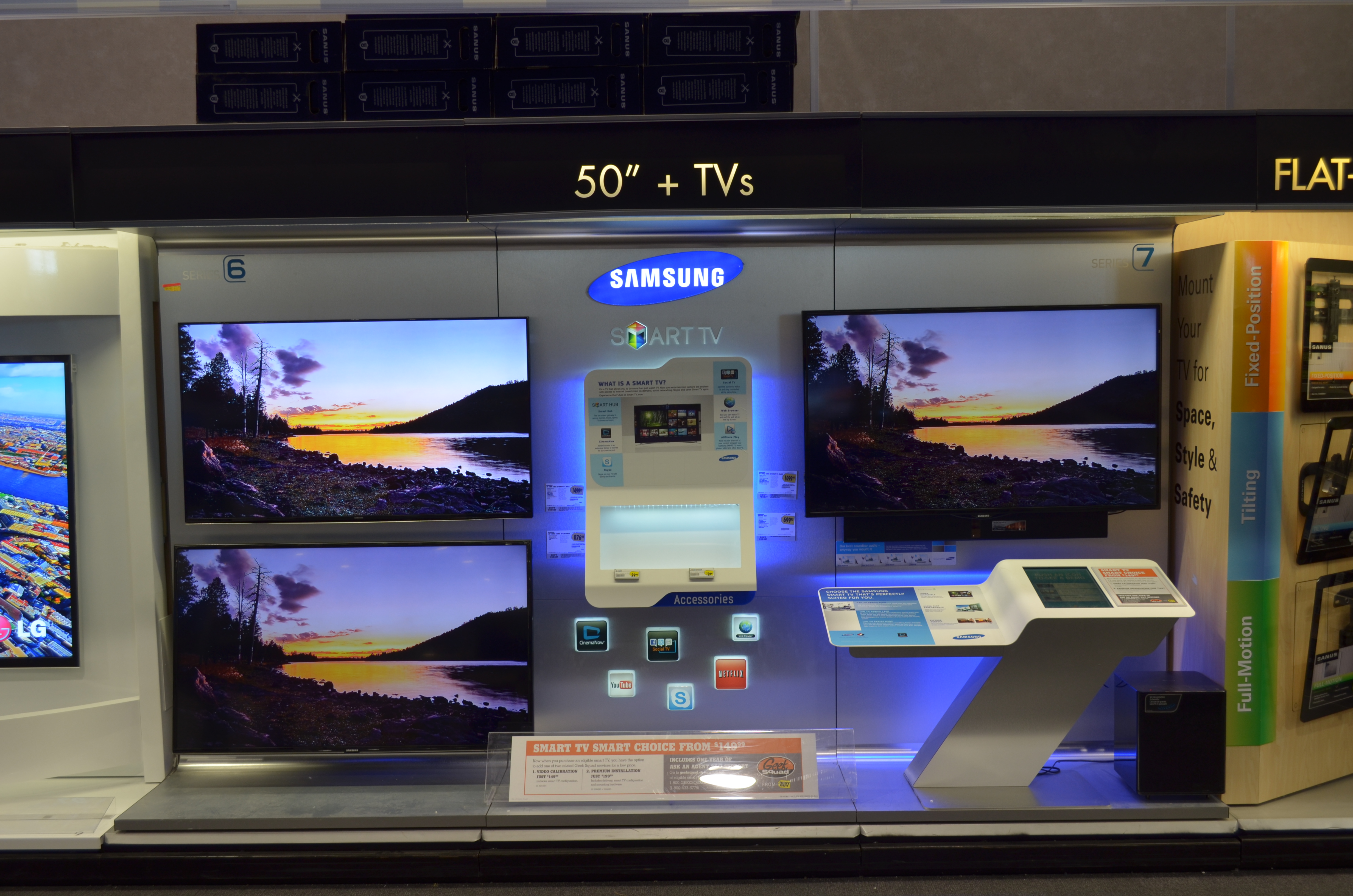
Tv moderne
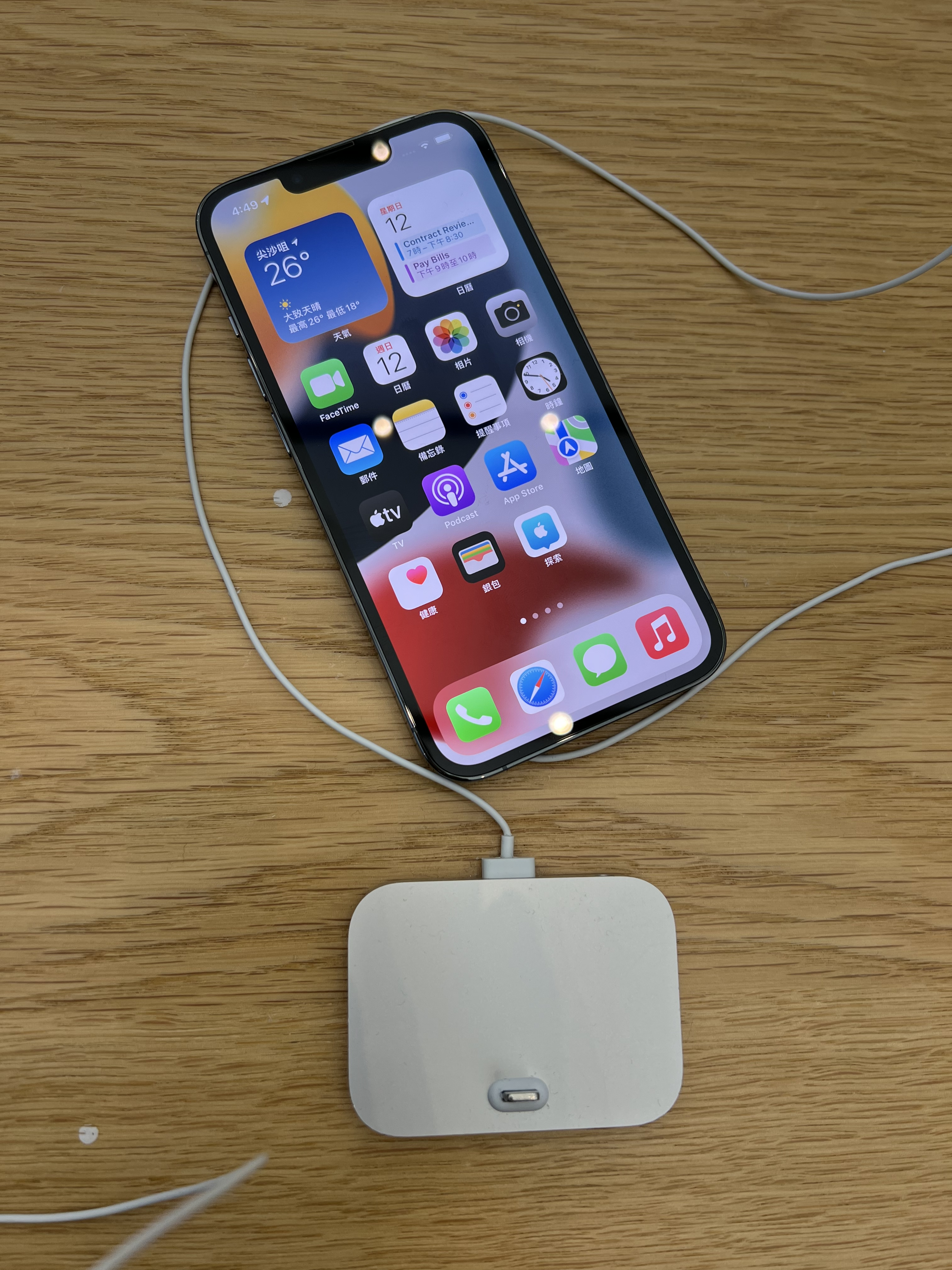
Smartphone con caricabatterie
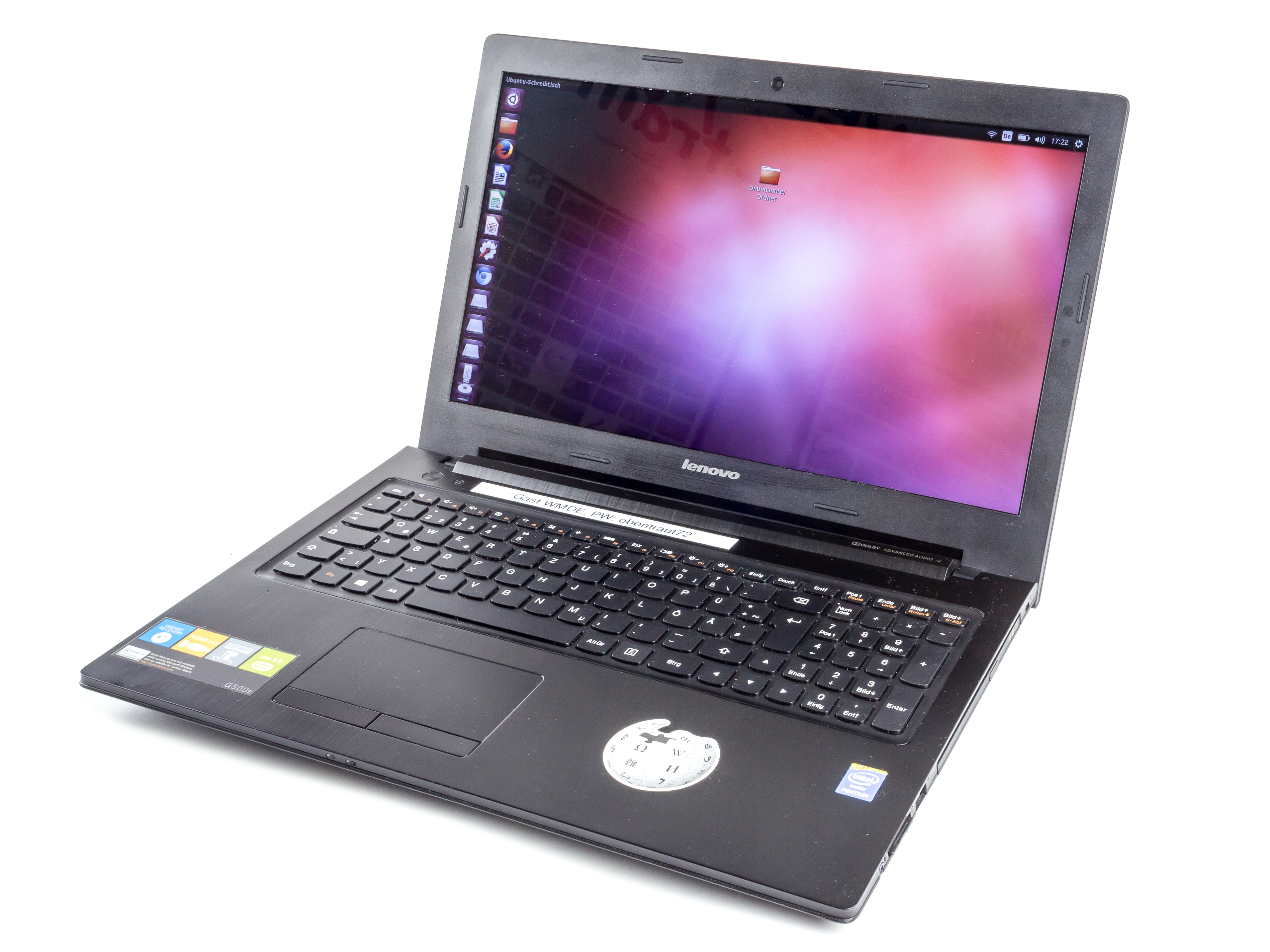
Computer portatile
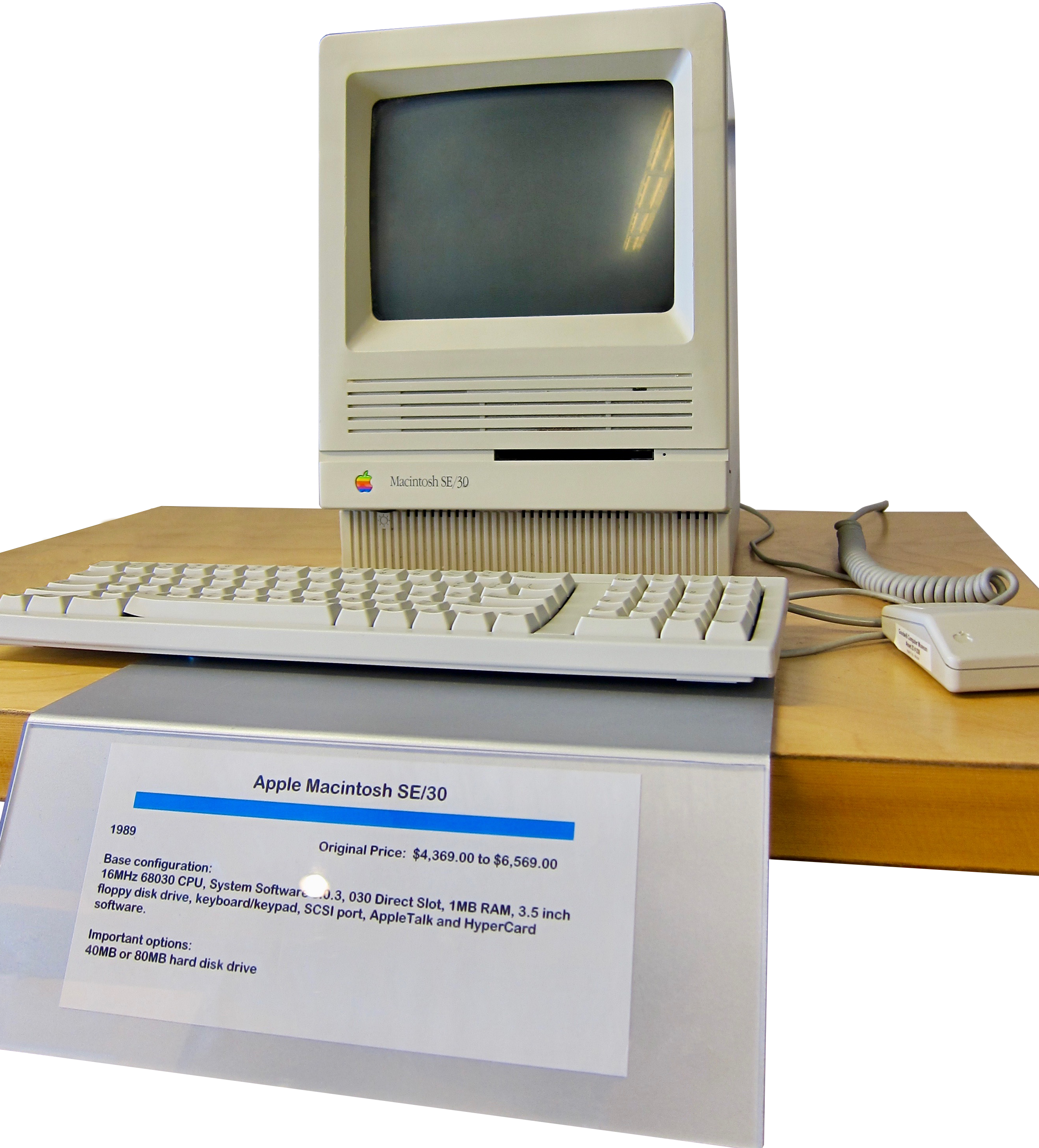
Uno dei primi computer